# 2016-os sakkolimpia
A 42. nyílt és 27. női sakkolimpiát 2016. szeptember 1–14. között Azerbajdzsán fővárosában, Bakuban rendezték meg.
A nevezések alapján a nyílt versenyen 176 ország 182 csapata, a női versenyen 137 ország 141 csapata vett részt, amely minden tekintetben rekordnak számított a sakkolimpiák történetében. A rendező Azerbajdzsán három csapatot indíthatott, és csapattal képviselteti magát a vak sakkozók nemzetközi szervezete (International Braille Chess Association – IBCA), a mozgáskorlátozottak nemzetközi sakkszövetsége (International Physically Disabled Chess Association – IPCA), valamint a hallássérültek nemzetközi sakkszervezete (International Chess Committee of the Deaf – ICCD) is.
A részt vevő versenyzők tekintetében is az egyik legerősebb olimpiára került sor, mert a világranglista első tíz helyezettjéből nyolc mind a nyílt, mind a női versenyen asztalhoz ült. A férfiak közül csupán az exvilágbajnok Visuvanádan Ánand és az örmény csapat távolmaradása miatt Levon Aronján, míg a nők közül az indiai Kónéru Hanpi és az orosz Jekatyerina Lagno hiányzott. A nyílt versenyen 253 nemzetközi nagymester, 1 női nemzetközi nagymester és 139 nemzetközi mester, a női versenyen 20 nemzetközi nagymester, 67 női nemzetközi nagymester, 39 nemzetközi mester és 118 női nemzetközi mester ült asztalhoz.
A sakkolimpia ideje alatt zajlott a Nemzetközi Sakkszövetség (FIDE) 87. kongresszusa, amelyen – többek között – bejelentették Gledura Benjámin nemzetközi nagymesteri címét.
A verseny jelentős biztonsági előírások betartása mellett zajlott, amelyeket összehangoltak a FIDE által az olimpia előtt kifejezetten a sakkolimpiára megalkotott csalás elleni szabályzatával is.
A nyílt versenyen az olimpiai bajnoki címet az Amerikai Egyesült Államok csapata szerezte meg a vele azonos csapatpontszámot elért Ukrajna előtt, a harmadik helyen Oroszország válogatottja végzett. A női versenyt magabiztosan, három pont előnnyel Kína válogatottja nyerte, az ezüstérmet Lengyelország, a bronzérmet a vele holtversenyben végző Ukrajna csapata kapta. A magyar válogatottak egyaránt 15 pontot szereztek, amely a nyílt versenyen a 15. helyre volt elég. A női versenyen a magyar csapat az utolsó fordulóbeli győzelem esetén dobogón végzett volna, vereségükkel viszont a 16. helyre kerültek. Egyéni teljesítménye alapján Almási Zoltán a 3. táblások között ezüstérmet, Gara Anita az 5. játékosok között bronzérmet kapott.

## A rendező város kiválasztása
Az esemény rendezési jogára korábban bejelentkezett Albena (Bulgária) és Tallinn (Észtország), azonban a szavazás időpontjáig nem mutatták be a megrendezéssel kapcsolatos prezentációjukat, így Baku egyedül maradt versenyben.
A helyszín ellen a háromszoros olimpiai bajnok Örményország delegátusa foglalt állást, kijelentve, hogy a két ország közötti feszült viszony miatt nem látja biztosítottnak versenyzőik biztonságát, ezért nem vesznek részt az olimpián. Az azeri sportminiszter biztosította a szervezetet, hogy az örmény sportolók megkapják a beutazási vízumot a repülőtéren, és nem lesz probléma a biztonságukkal. A Nemzetközi Sakkszövetség (FIDE) elnöke mindkét ország államfőjét felkereste a probléma megoldása érdekében, és a nemzetközi szövetségen belül munkacsoportot állítottak fel a versenyzők biztonsági garanciáinak kidolgozására. 2015. október 6-án az ARMENPRESS hírügynökség bejelentette, hogy Örményország csapata részt vehet a 2016-ban Bakuban megrendezésre kerülő sakkolimpián. A háromszoros olimpiai bajnok örmény válogatott végül nem küldte el nevezését az olimpiára, és nem vett részt rajta.

## A helyszín
A sakkolimpia helyszíne a 23 000 férőhelyes bakui Crystal Hall (Baku Kristályterem), amelyben a 2012-es Eurovíziós Dalfesztivált is rendezték. Az esemény költségvetése 13,3 millió euró, amelyből 6,8 millió euró a versenyzők és a delegátusok első osztályú elhelyezését és ellátását szolgálta.

## Kapcsolódó rendezvény
A 42. sakkolimpiához kapcsolódóan Olimpiai Sakkfeladványszerző versenyt írt ki a rendező Azerbajdzsán Sakkszövetség támogatásával a  Nemzetközi Sakkszövetség, valamint a Sakkfeladványszerzők Nemzetközi Szövetsége (World Federation for Chess Composition – WFCC). A győztesek és a díjazottak éremben, pénzdíjazásban és más elismerésekben részesültek.

## A részt vevő csapatok
| - Afganisztán - Albánia - Algéria - Andorra - Amerikai Egyesült Államok - Amerikai Virgin-szigetek - Anglia - Angola - Argentína - Aruba - Ausztrália - Ausztria - Azerbajdzsán - Azerbajdzsán-2 - Azerbajdzsán-3 - Bahama-szigetek - Bahrein - Banglades - Barbados - Belgium - Bermuda - Bolívia - Bosznia-Hercegovina - Botswana - Brazília - Brit Virgin-szigetek - Brunei - Bulgária - Burkina Faso - Chile - Costa Rica - Ciprus - Csehország - Dánia - Dél-afrikai Köztársaság - Dél-Korea - Dél-Szudán - Dzsibuti - Dominikai Köztársaság - Ecuador - Egyesült Arab Emírségek - Egyiptom - Elefántcsontpart - Salvador - Eritrea - Észtország | - Etiópia - Fehéroroszország - Feröer - Fidzsi-szigetek - Finnország - Franciaország - Fülöp-szigetek - Gambia - Grúzia - Ghána - Görögország - Guam - Guatemala - Guernsey Bailiffség - Guyana - Haiti - Hollandia - Holland Antillák - Honduras - Hongkong - Horvátország - IBCA - ICCD - Izland - India - Indonézia - IPCA - Irán - Irak - Írország - Izrael - Jamaica - Japán - Jemen - Jersey Bailiffség - Jordánia - Kambodzsa - Kanada - Katar - Kazahsztán - Kenya - Kína - Kolumbia - Kongói Köztársaság - Koszovó | - Közép-afrikai Köztársaság - Kuba - Kuvait - Kirgizisztán - Lengyelország - Lettország - Libanon - Lesotho - Libéria - Líbia - Liechtenstein - Litvánia - Luxemburg - Észak-Macedónia - Makaó - Madagaszkár - Magyarország - Malajzia - Malawi - Maldív-szigetek - Mali - Málta - Marokkó - Mauritánia - Mauritius - Mexikó - Mianmar - Moldova - Monaco - Mongólia - Montenegró - Mozambik - Namíbia - Németország - Nepál - Nicaragua - Nigéria - Norvégia - Olaszország - Omán - Oroszország - Pakisztán - Palau - Palesztina - Panama - Pápua Új-Guinea | - Paraguay - Peru - Portugália - Puerto Rico - Románia - Ruanda - San Marino - São Tomé és Príncipe - Seychelle-szigetek - Spanyolország - Sierra Leone - Skócia - Srí Lanka - Suriname - Svájc - Svédország - Szaúd-Arábia - Szenegál - Szerbia - Szingapúr - Szlovákia - Szlovénia - Szomália - Szudán - Szváziföld - Szíria - Tádzsikisztán - Tajvan - Tanzánia - Thaiföld - Togo - Törökország - Trinidad és Tobago - Tunézia - Türkmenisztán - Uganda - Ukrajna - Uruguay - Új-Zéland - Üzbegisztán - Venezuela - Vietnám - Wales - Zambia - Zimbabwe |

Megjegyzés: A dőlt betűvel jelzett országok csak a nyílt versenyen vettek részt.
Először vett részt sakkolimpián hét ország: Burkina Faso, Kambodzsa, a Közép-afrikai Köztársaság, Eritrea, Koszovó, Libéria és Dél-Szudán. Közülük a Közép-afrikai Köztársaság és Libéria női csapatot is nevezett. A női versenyen először indult Guam, Guyana, a Maldív-szigetek, Ruanda, Sierra Leone és Tanzánia csapata.

### A legerősebb csapatok

#### Nyílt verseny
Az erősorrendet a nyílt versenyen a 2768-as átlag-Élő-pontszámmal rendelkező Oroszország válogatottja vezette a 2761 pontátlagú Amerikai Egyesült Államok és a 2743-as átlagos Élő-ponttal rendelkező Kína előtt. Magyarország a 10. legerősebb csapatnak számított a mezőnyben 2675 átlagponttal. A nyílt versenyen a regnáló világbajnok Magnus Carlsen mellett négy exvilágbajnok, az orosz Vlagyimir Kramnyik, a bolgár Veszelin Topalov, az üzbég Rusztam Kaszimdzsanov, az ukrán Ruszlan Ponomarjov, valamint a 2016-os sakkvilágbajnokság kihívója, az orosz Szergej Karjakin is részt vett.
Az első hat legerősebb csapat összeállítása a legjobb négy versenyző Élő-pontszámának átlagával:
1. Oroszország (2768): Vlagyimir Kramnyik 2808, Szergej Karjakin 2769, Alekszandr Griscsuk 2754, Jan Nyepomnyascsij 2740, Jevgenyij Tomasevszkij 2731
Oroszország csapata 1992 óta vesz részt a sakkolimpiákon, azóta hat aranyérmet nyertek (utoljára 2002-ben Bledben), és háromszor végeztek a második helyen (2004-ben, 2010-ben és 2012-ben). Háromszor nyerték meg a nemzeti sakkcsapatok Európa-bajnokságát, 2003-ban, 2007-ben és 2015-ben. A csapat tagja az exvilágbajnok Vlagyimir Kramnyik, valamint a következő világbajnoki döntő kihívója, Szergej Karjakin.[20][21]
2. Egyesült Államok (2761): Fabiano Caruana 2807, Nakamura Hikaru 2791, Wesley So 2771, Ray Robson 2674, Samuel L Shankland 2661
Az Amerikai Egyesült Államok csapata a verseny egyik nagy favoritja, tekintettel arra, hogy a világranglista első hét helyezettje közül három is a csapat tagja. 1928 óta 37 sakkolimpián vettek részt. Összesen öt arany-, öt ezüst- és nyolc bronzérmet szereztek. Utoljára 1976-ban álltak a dobogó legfelső fokán. Ezüstérmet is régen, 1990-ben és 1998-ban szereztek, míg 2006-ban és 2008-ban a harmadik helyet érték el.[20][22]
3. Kína (2743): Ting Li-zsen 2755, Li Csao 2753, Vang Jüe, 2735, Jü Jang-ji 2725, Vej Ji 2709
Kína 1978-ban vett részt először a sakkolimpián. Lassan, de fokozatosan az elmúlt évek egyik legerősebb csapatává vált. Ezt mutatja a a 2006-os olimpián elért ezüst- és a 2014-es olimpián szerzett aranyérmük, amellyel ezen a versenyen ők a címvédők. Mind az öt játékosuk Élő-pontszáma 2700-on felüli.[20][23]
4. Azerbajdzsán (2715): Sahrijar Mamedjarov 2764, Tejmur Radzsabov 2722, Arkadij Naiditsch 2696, Eltaj Safarli 2678, Rauf Mamedov 2666
A házigazda Azerbajdzsán 1994 óta szerepel a sakkolimpiákon, és a nyílt versenyben még nem szereztek érmet. Legjobb helyezésük a 2008-as olimpia hatodik helye és a 2014-ben elért ötödik hely, amely alkalommal a második helyezett csapattal azonos pontszámmal rendelkeztek. Kétszer nyertek Európa-bajnokságot, 2009-ben és 2013-ban.[20][24]
5. Ukrajna (2698): Pavel Eljanov 2737, Ruszlan Ponomarjov 2709, Jurij Krivorucsko 2691, Anton Korobov 2656, Andrej Volokityin 2647
1994 óta vesznek részt a sakkolimpiákon, ez idő alatt két arany- (2004-ben és 2010-ben), egy ezüst- (1996-ban) és három bronzérmet szereztek. A csapat tagja az exvilágbajnok Ruszlan Ponomarjov.[20][25]
6. Franciaország (2693): Maxime Vachier-Lagrave 2819, Laurent Fressinet 2677, Romain Edouard 2647, Sebastien Maze 2627, Christian Bauer 2620
Franciaország csapata 38 alkalommal vett részt sakkolimpiákon, eddig érmet még nem szereztek. Legjobb helyezésük az 1984-ben és 2006-ban elért 7. helyezés volt. A csapat éltáblása a világranglista második helyén álló Maxime Vachier-Lagrave. Az Európa-bajnokságokon 2001-ben és 2013-ban a második helyen végeztek.[20][26]

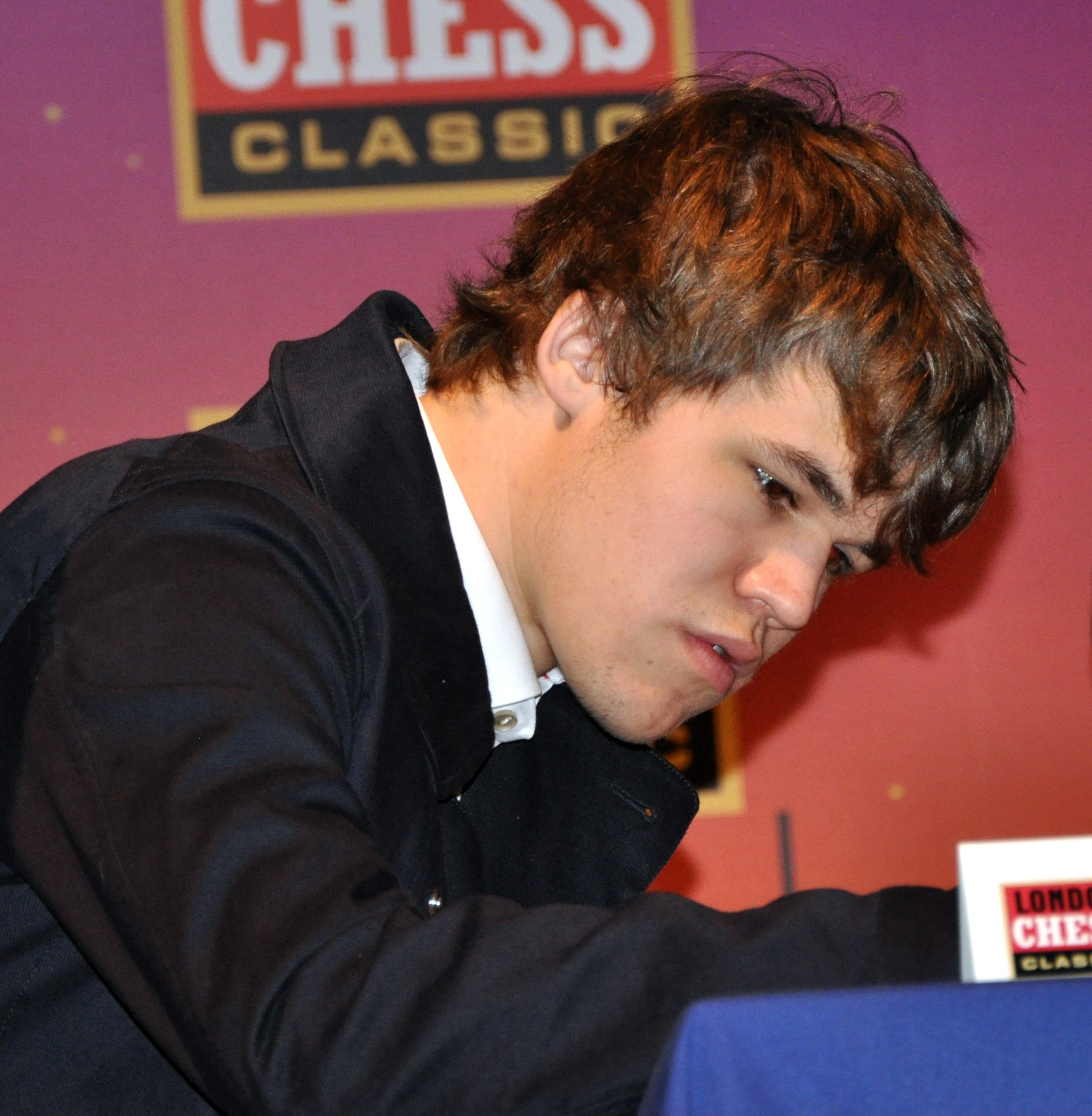
Magnus Carlsen A világranglistát vezető világbajnok Norvégia első tábláján játszik
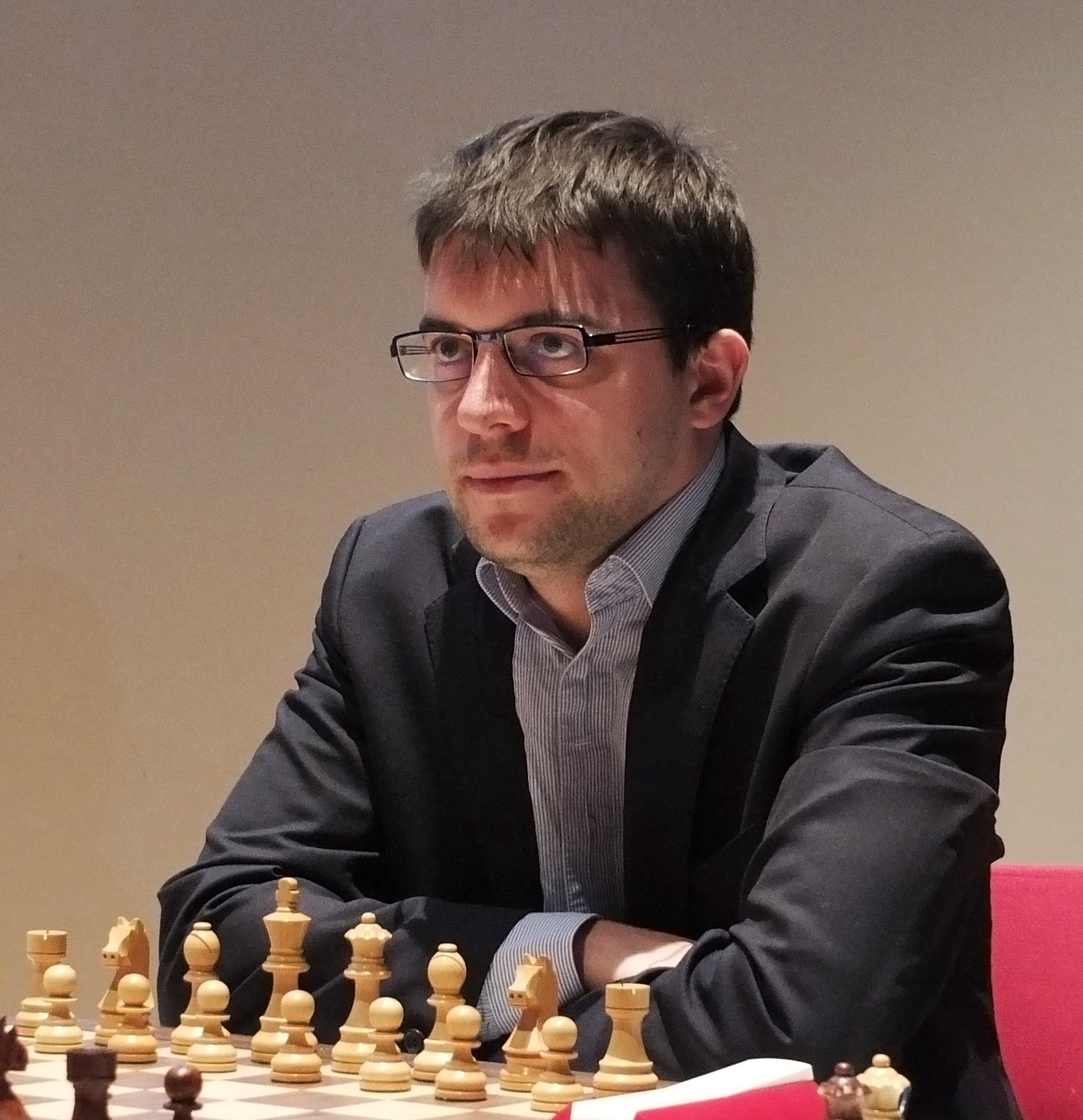
Maxime Vachier-Lagrave A világranglista 2. helyezettje Franciaország első tábláján játszik
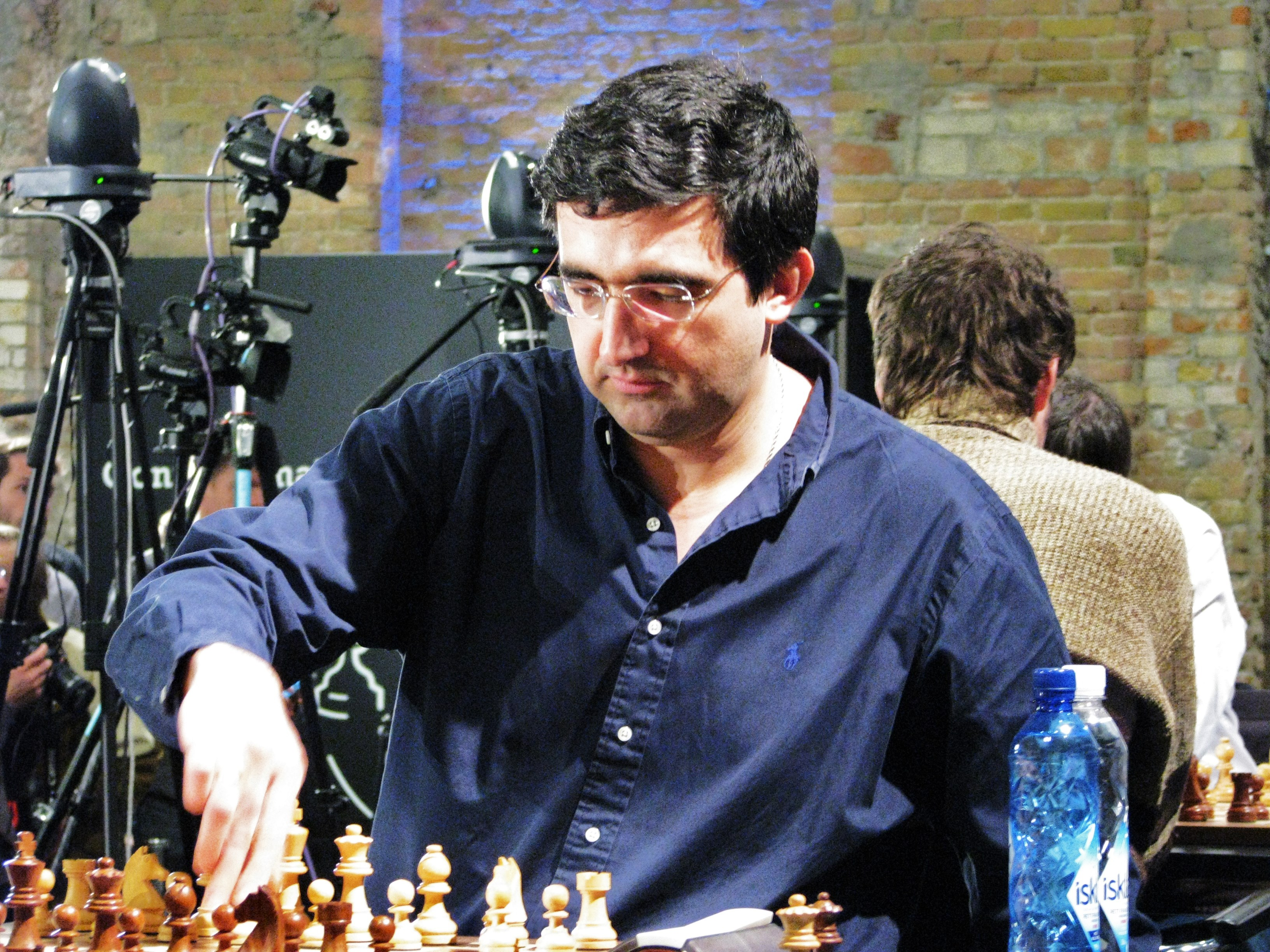
Vlagyimir Kramnyik Az exvilágbajnok, világranglista 3. helyezett játszik Oroszország első tábláján
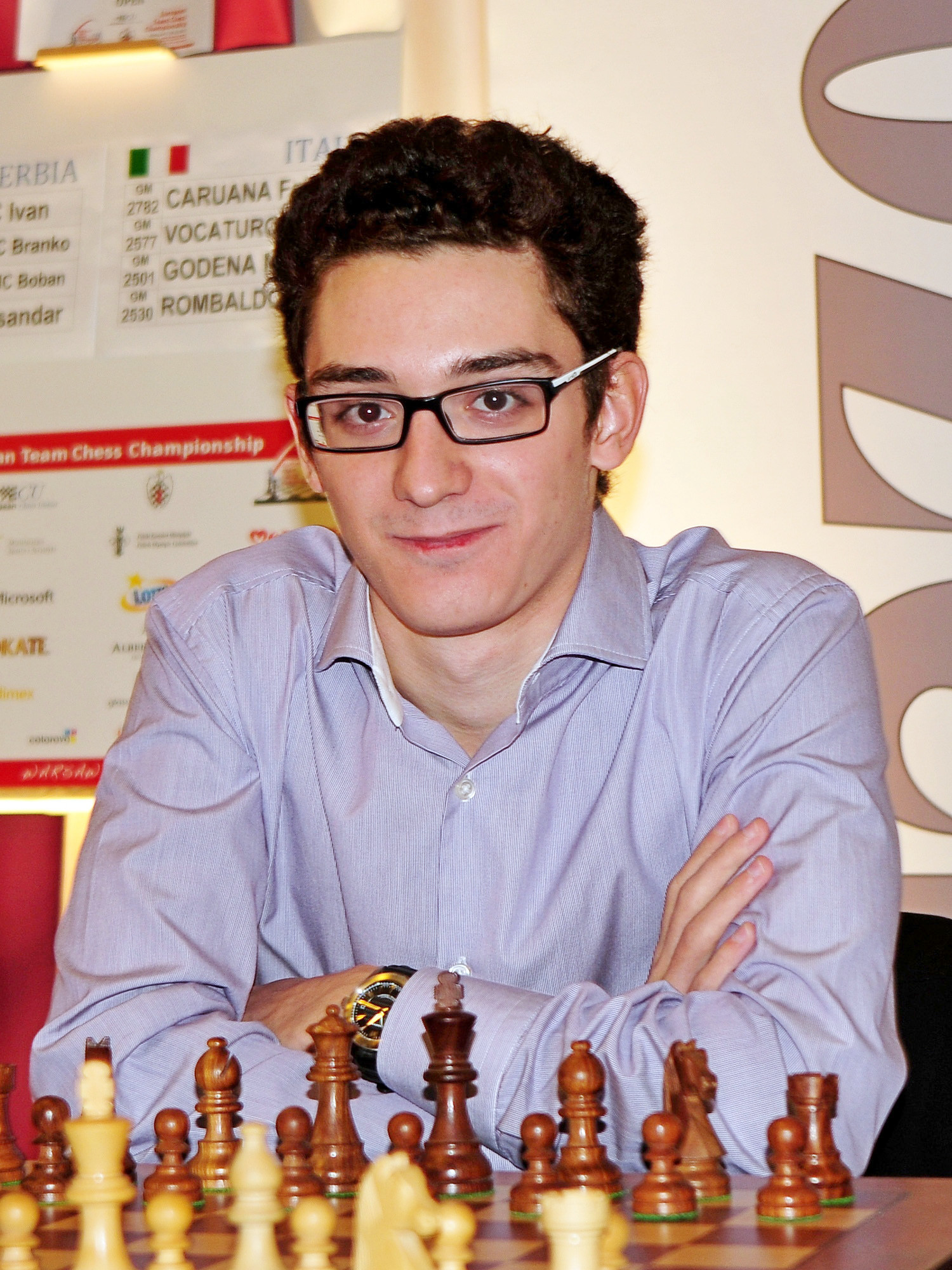
Fabiano Caruana A világranglista 4. helyezettje játszik az Amerikai Egyesült Államok második tábláján
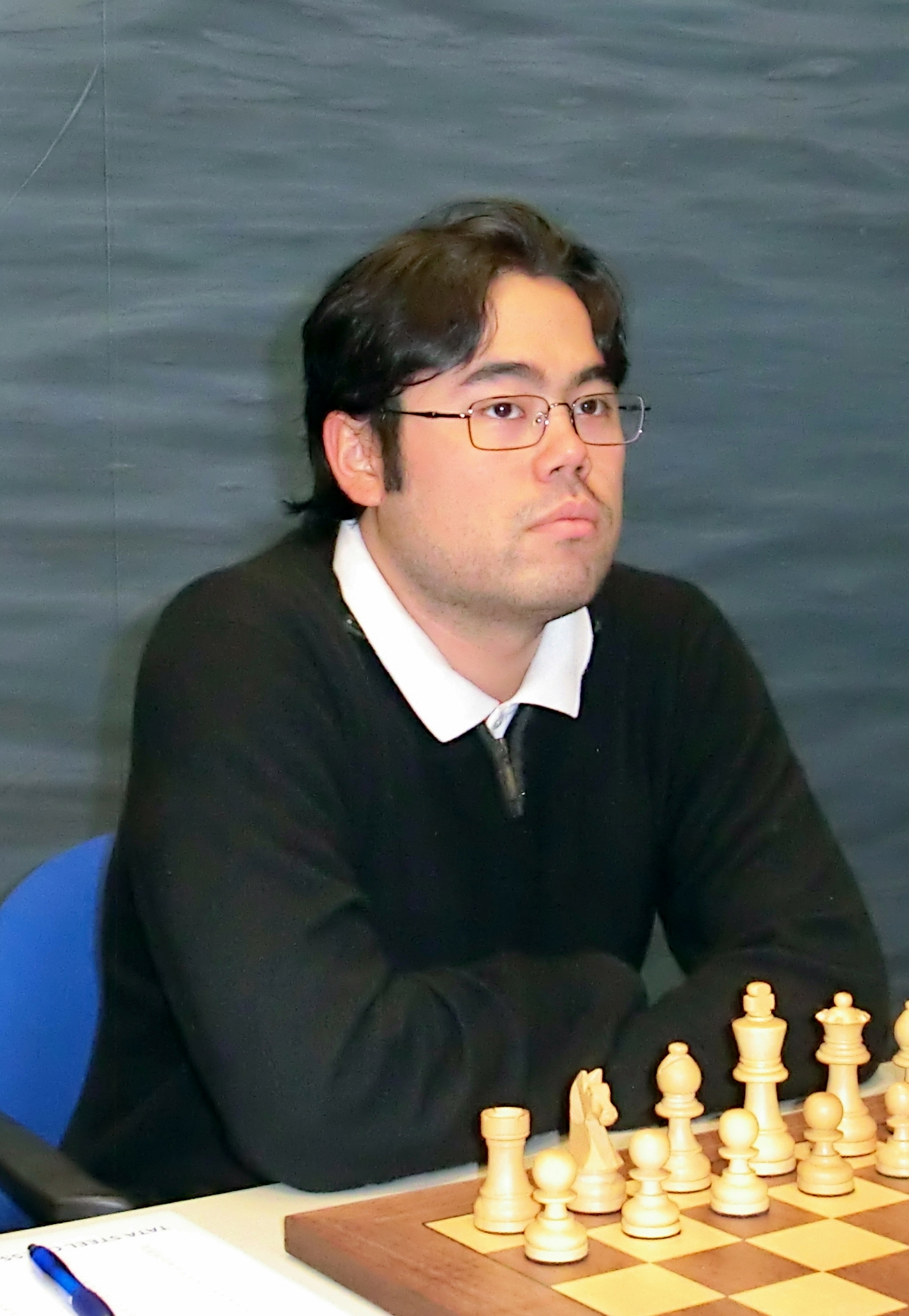
Nakamura Hikaru A világranglista 6. helyezettje játszik az Amerikai Egyesült Államok első tábláján

#### Női verseny
A nők mezőnyében Kína 2557, Oroszország 2504, Ukrajna 2503 átlag-Élő-ponttal rendelkezett, Magyarország női csapata a nyolcadik legerősebb volt a mezőnyben 2394-es átlagpontszámmal. A női versenyen a regnáló világbajnokon, a kínai Hou Ji-fanon kívül még négy exvilágbajnok vesz részt: a bolgár Antoaneta Sztefanova, az orosz Alekszandra Koszytenyuk, az ukrán Anna Usenyina és a szintén ukrán Marija Muzicsuk.
Az első hat legerősebb csapat összeállítása a legjobb négy versenyző Élő-pontszámának átlagával:
1. Kína (2557): Hou Ji-fan 2658, Csü Ven-csün 2575, Csao Hszüe 2518, Tan Csung-ji 2475, Kuo Csi 2417
Kína női csapata 1980 óta, tizenkilencedik alkalommal vesz részt a sakkolimpián, a korábbi versenyeken négy arany-, négy ezüst- és négy bronzérmet szereztek. Utoljára aranyérmet 2004-ben szereztek, de a három utóbbi olimpián – mindháromszor Oroszország mögött – ezüstérmesek voltak. A csapat éljátékosa a világbajnok és női világranglistát vezető Hou Ji-fan.[27]
2. Oroszország (2504): Alekszandra Kosztyenyuk 2538, Valentyina Gunyina 2520, Natalja Pogonyina 2484, Alekszandra Gorjacskina 2475, Olga Girja 2452
Oroszország 1992 óta szerepel a sakkolimpián, és az eddigi eredményük három arany-, három ezüst- és három bronzérem. Az utóbbi három olimpia győzteseként, címvédőként indulnak ezen a tornán. A csapat tagja az exvilágbajnok Alekszandra Kosztyenyuk, a 2015-ös világbajnoki döntő résztvevője, Natalja Pogonyina, valamint a 17 éves sakkcsodagyerek, a többszörös korosztályos világbajnok, Oroszország 2015-ös felnőtt bajnoka, Alekszandra Gorjacskina.[28]
3. Ukrajna (2503): Anna Muzicsuk 2544, Marija Muzicsuk 2539, Natalija Zsukova 2475, Anna Usenyina 2452, Inna Gaponenko 2416
Ukrajna csapata 1992 óta vesz részt a sakkolimpiákon, eddigi eredményük egy arany- (2006-ban), két ezüst- (1992-ben és 2008-ban), valamint két bronzérem a két utóbbi sakkolimpián az orosz és a kínai csapat mögött. A csapat két exvilágbajnokkal (Marija Muzicsuk és Anna Usenyina), valamint a 2014-es női villámsakk-világbajnokkal, Anna Muzicsukkal indul ezen a versenyen.[29]
4. Grúzia (2488): Nana Dzagnidze 2529, Lela Dzsavahisvili 2486, Nino Baciasvili 2474, Bela Hotenasvili 2463, Salome Melia 2419
Grúzia válogatottja 1992 óta vesz részt a sakkolimpiákon, és ez idő alatt négy arany-, 1 ezüst- és 2 bronzérmet szereztek. Utolsó aranyérmüket 2008-ban érték el. A legutóbbi olimpián a negyedik helyen végeztek.[30]
5. India (2431): Drónavalli Hárika 2542, Padmini Ráut 2415, Tánia Szacsadéva 2396, Szoumja Szvámináthán 2370, Bodda Prátjusa 2329
India 1978 óta vesz részt a női sakkolimpián, érmet még nem sikerült szerezniük. Ezúttal nélkülözni kénytelenek legerősebb játékosukat, Kónéru Hanpit, de versenyzőik Élő-pontszámának átlaga így is az ötödik legerősebb a mezőnyben.[31]
6. Lengyelország (2409): Monika Soćko 2454, Jolanta Zawadzka 2439, Karina Szczepkowska-Horowska 2409, Klaudia Kulon 2334, Mariola Wozniak 2166
Lengyelország 1957 óta versenyez a női sakkolimpiákon, ez idő alatt két bronzérmet szereztek (1980-ban és 2002-ben).[32]

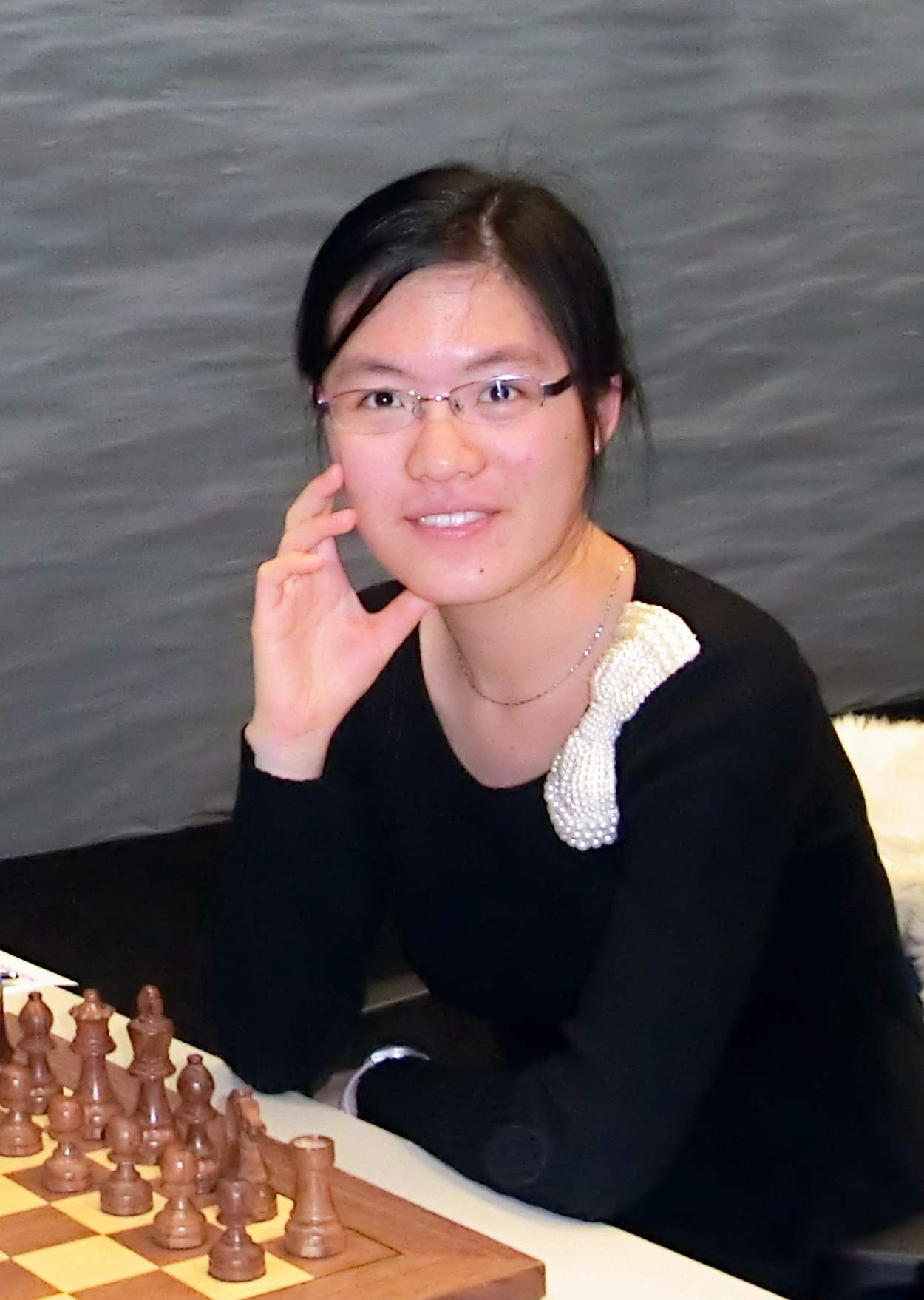
Hou Ji-fan A világranglistát vezető világbajnok játszik Kína első tábláján
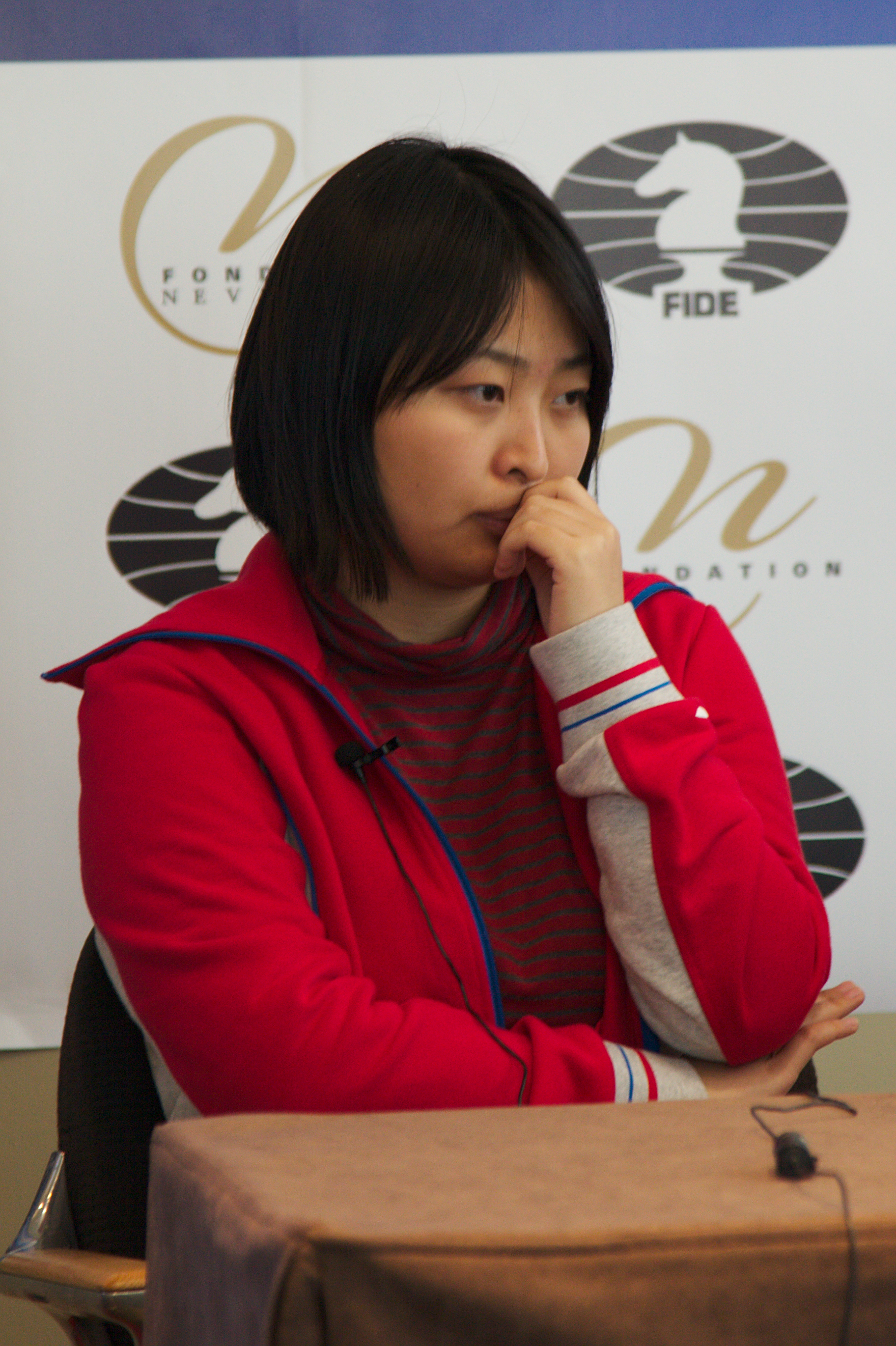
Csü Ven-csün A világranglista 3. helyezettje, játszik Kína harmadik tábláján
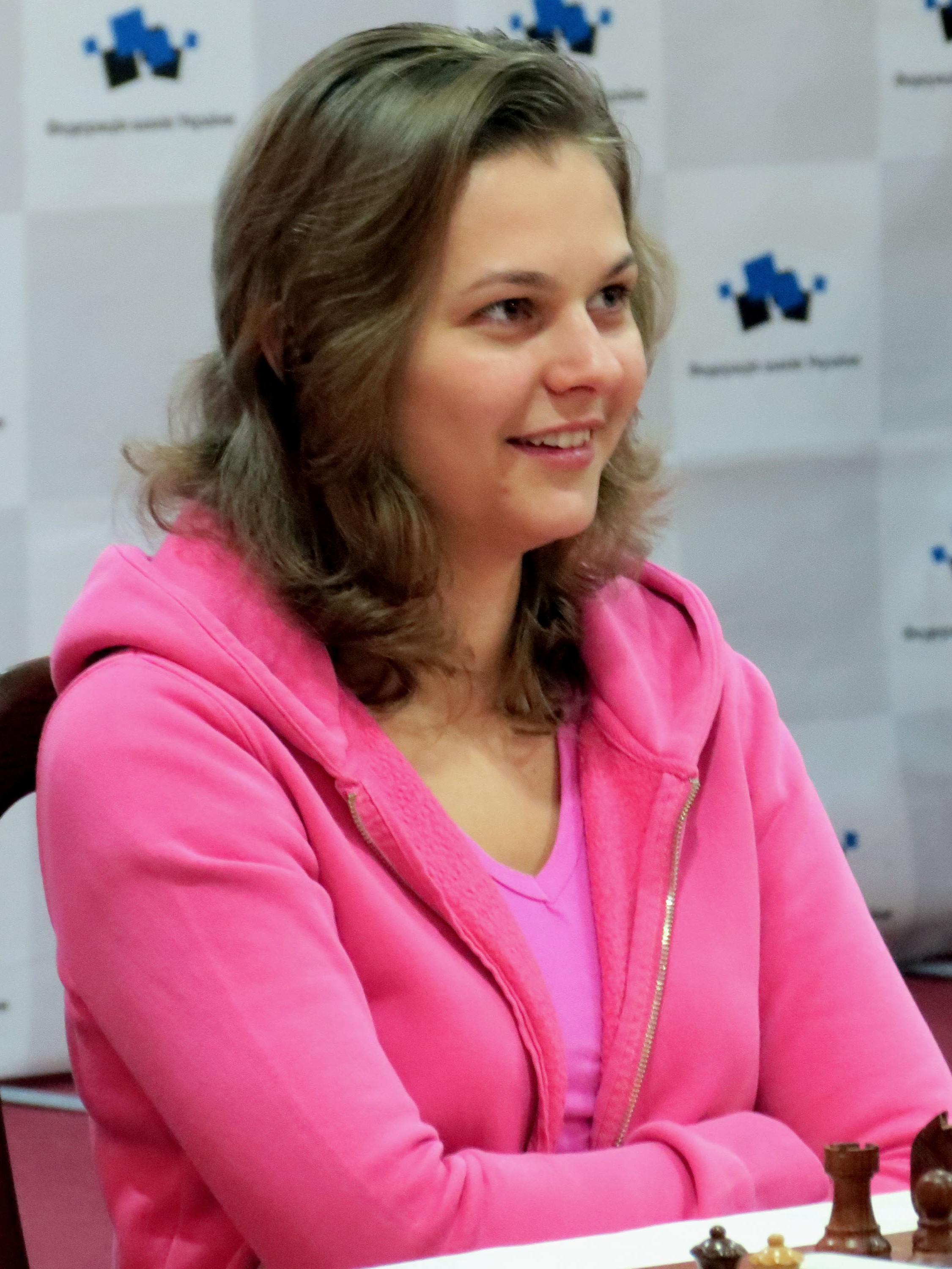
Anna Muzicsuk A világranglista 4. helyezettje játszik Ukrajna első tábláján
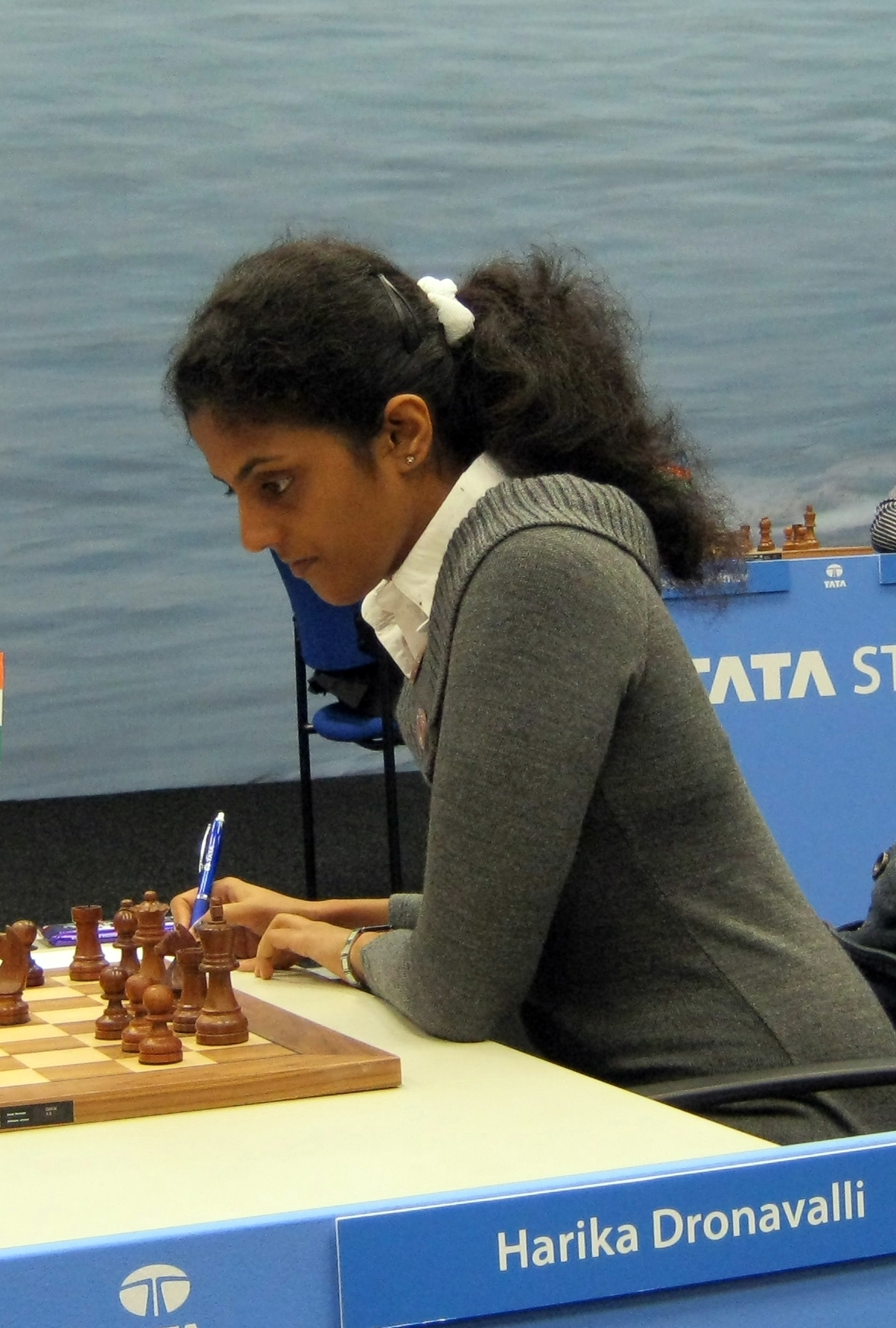
Drónavalli Hárika A világranglista 5. helyezettje játszik India első tábláján
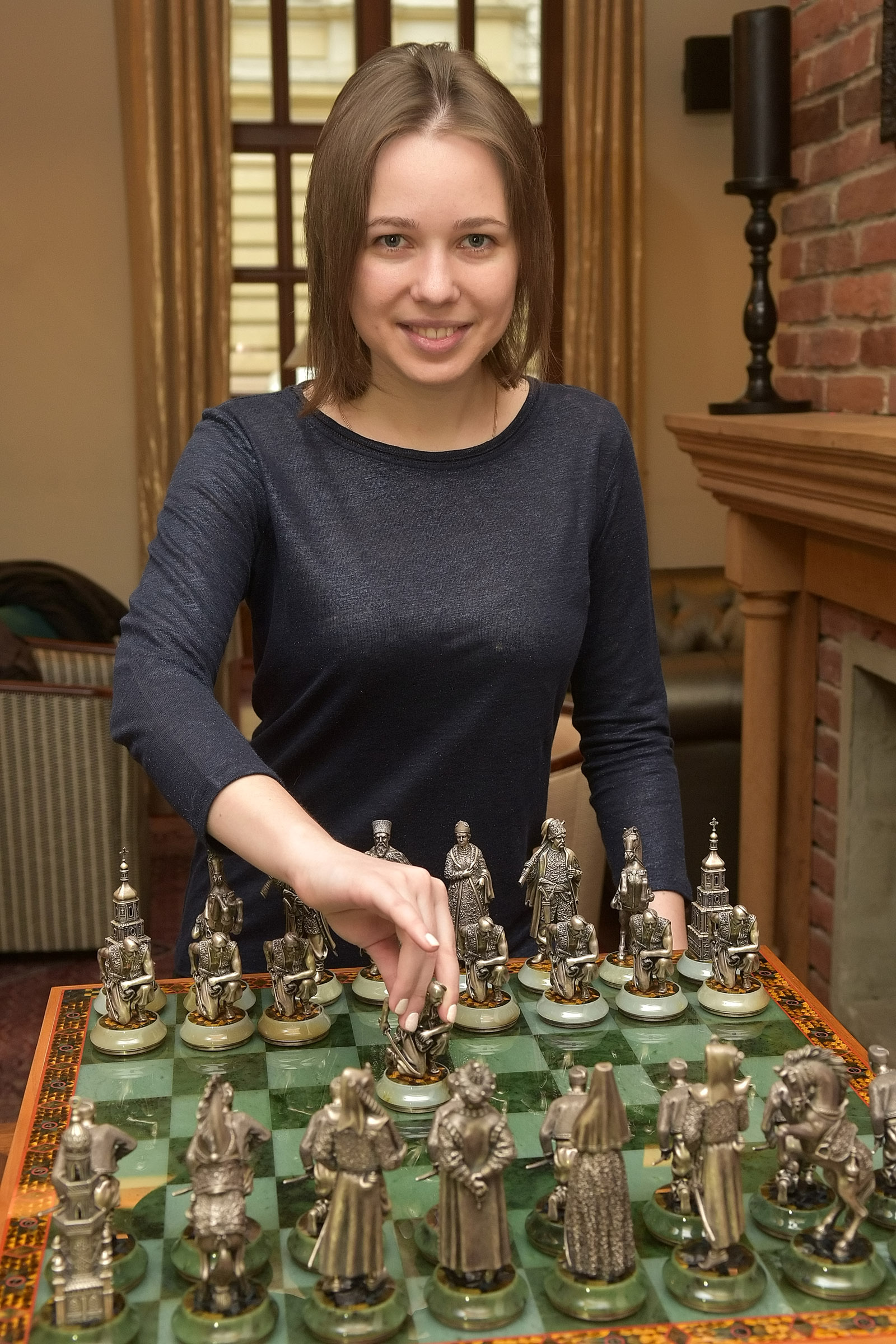
Marija Muzicsuk A világranglista 6. helyezett exvilágbajnok Ukrajna második tábláján játszik

### Magyarország csapatai
2016. július 1-jén Magyarország elküldte nevezését a sakkolimpiára. Polgár Judit, a férfiválogatott kapitánya az alábbi csapatot nevezte: Rapport Richárd (2752), Almási Zoltán (2684), Berkes Ferenc (2640), Balogh Csaba (2614), Gledura Benjámin (2585).
A női csapat kapitánya, Papp Gábor által kijelölt csapat: Hoang Thanh Trang (2467), Vajda Szidónia (2372), Gara Tícia (2379), Gara Anita (2355), Papp Petra (2336).
Magyarország sakkcsapata harminckilencedik alkalommal vett részt a sakkolimpián. Az eddigi olimpiákon a nyílt versenyen három arany-, hét ezüst- és két bronzérmet szereztünk, emellett két nemhivatalos sakkolimpiát is nyertünk. Aranyérmesek utoljára 1978-ban Buenos Airesben voltunk. A legutóbbi sakkolimpián az aranyérmes kínai válogatott mögött a magyar válogatott a második helyen végzett.
Magyar női válogatott huszonhatodszor indult a sakkolimpián. Az eddigi mérleg két arany-, öt ezüst- és két bronzérem. Az aranyérmeket 1988-ban és 1990-ben sikerült megszerezni. Az előző olimpián a verseny felénél a magyar női csapat még holtversenyben az élen állt, majd sorozatos vereségeket követően végül csak a negyvenötödik helyet szerezték meg.

## A lebonyolítás szabályai
A versenyt 11 fordulós svájci rendszerű verseny formájában rendezték. A gondolkodási idő minden játszmában versenyzőnként 90 perc az első 40 lépés megtételére, majd a 40. lépést követően, ha addig a játszma nem fejeződött be, újabb 30 percet kaptak, amely időhöz az első lépéstől kezdve lépésenként 30 másodperc többletidő adódott hozzá. Egy csapat öt versenyzőt nevezhetett, közülük fordulónként négy fő játszhatott. A korábbi olimpiákhoz képest változás volt, hogy a szigorú zéró tolerancia szabály helyett, amely szerint a késés azonnali játszmavesztéssel járt, maximálisan 15 percet lehetett késni.

### A végeredmény meghatározása
A verseny sorrendjét az egyes csapatok által szerzett meccspontok határozták meg, amely szerint a győztes csapat 2 pontot, döntetlen esetén mindkét csapat 1 pontot kapott. Holtverseny esetén először a Sonneborn–Berger-számítást vették alapul, ha ez is egyenlő volt, akkor a csapatok játékosai által gyűjtött pontszámok döntöttek, ha ez is egyenlő volt, akkor az ellenfél csapatok által szerzett meccspontokat számolták ki, a számításból kihagyva a leggyengébb csapat pontszámát.

### A csalás elleni rendszabályok
A Nemzetközi Sakkszövetség kifejezetten az olimpiára egy csalás elleni eljárásrendet („Anti Cheating Procedures”) dolgozott ki, amely az elektronika ugrásszerű fejlődésével kialakult helyzetben próbálja kiküszöbölni a csalások lehetőségét. Ezzel próbálták elejét venni az olyan eseteknek, mint amely a 2010-ben, Hanti-Manszijszkban megrendezett sakkolimpián fordult elő, és óriási botrányt váltott ki.
Bakuban a technika segítségével próbálták megakadályozni a csalást. A beléptetés röntgenkapukon keresztül történt, tilos volt mobiltelefont, bármilyen elektronikai eszközt a versenyterembe bevinni, a játékosok csak a szervezők által rendelkezésükre bocsátott tollal írhatták a játszmát. Fordulónként 30-40 sakkozó került kijelölésre, akiket kézi biztonsági detektor („poloskakereső”) segítségével játszma közben is ellenőrizhettek, amikor nem voltak lépésen, és sétáltak a versenyteremben vagy frissítőjüket fogyasztották. Az ellenőrzés megtagadása játszmavesztéssel járt volna. A játszma befejezése után 5-10 játékost szinte motozás szintjén vizsgáltak meg. A játékosoknak a versenybírók felé jelezniük kellett, ha a mellékhelyiségbe mentek vagy éppen a dohányzásra kijelölt helyiséget keresték fel. A kapitányok nem hagyhatták el a versenytermet, amíg csapatuk meccse tartott, forduló közben egyszer adhatták át kapitányi szerepkörüket, de ezt írásban kellett jelezniük a meccsbírónak.

## Menetrend
A sakkolimpia nyitóünnepségét szeptember 1-jén rendezték, az első forduló mérkőzéseire szeptember 2-án került sor. Az ötödik fordulót követően szeptember 7-én egy pihenőnap következett, majd szeptember 8–13. között szünnap nélkül folytatódott a verseny a 6–11. fordulókkal. A záróünnepséget közvetlenül az utolsó fordulót követően tartották.
A megnyitó ünnepséget követően került sor a csapatkapitányi értekezletre, ahol a végleges táblasorrendet adták meg a szakvezetők.

## A verseny lefolyása

### Nyílt verseny

#### A fordulók eredményei
Fordulónként az első 10 helyezett és a magyar csapat eredményei, valamint helyezései. A párosítást tartalmazó táblázatokban a játszó csapattagok átlag-Élő-pontszáma, a csapat által addig szerzett összpontszám, valamint a csapat játékosai által szerzett összes pont található.

##### 1. forduló (szeptember 2.)
Az 1. forduló élő közvetítése a játszmákkal
| Csapat                    | Átlag Élő-p. | CsP | EP | − | Csapat        | Átlag Élő-p. | CsP | EP | Eredmény |
| ------------------------- | ------------ | --- | -- | - | ------------- | ------------ | --- | -- | -------- |
| Nigéria                   | 2321         |     |    | – | Oroszország   | 2749         |     |    | 0–4      |
| Amerikai Egyesült Államok | 2731         |     |    | – | Andorra       | (2320        |     |    | 4–0      |
| Koszovó                   | 2278         |     |    | – | Kína          | 2735         |     |    | 0–4      |
| Azerbajdzsán–1            | 2717         |     |    | – | Zimbabwe      | 2289         |     |    | 4–0      |
| Ukrajna                   | 2681         |     |    | – | Jordánia      | 2250         |     |    | 4–0      |
| Irak                      | 2238         |     |    | – | Lengyelország | 2674         |     |    | 0–4      |
| Franciaország             | 2635         |     |    | – | Guatemala     | 2281         |     |    | 4–0      |
| Bolívia                   | 2273         |     |    | – | India         | 2627         |     |    | 0–4      |
| Magyarország              | 2631         |     |    | – | Japán         | 2265         |     |    | 3½–½     |

Az első fordulóban 85 csapat szerzett 2 meccspontot, közülük 65 csapat 4–0 arányban nyert.

##### 2. forduló (szeptember 3.)
A 2. forduló élő közvetítése a játszmákkal
| Csapat          | Átlag Élő-p. | CsP | EP | − | Csapat                    | Átlag Élő-p. | CsP | EP | Eredmény |
| --------------- | ------------ | --- | -- | - | ------------------------- | ------------ | --- | -- | -------- |
| Oroszország     | 2768         | 2   | 4  | – | Türkmenisztán             | 2436         | 2   | 4  | 4–0      |
| Skócia          | 2434         | 2,  | 4  | – | Amerikai Egyesült Államok | 2738         | 2   | 4  | ½–3½     |
| Kína            | 2731         | 2   | 4  | – | Belgium                   | 2433         | 2   | 4  | 3½–½     |
| Észak-Macedónia | 2421         | 2   | 4  | – | Azerbajdzsán–1            | 2711         | 2   | 4  | 0–4      |
| Albánia         | 2404         | 2   | 4  | – | Ukrajna                   | 2689         | 2   | 4  | ½–3½     |
| Indonézia       | 2230         | 2   | 4  | – | Anglia                    | 2685         | 2   | 4  | 1½–2½    |
| Lengyelország   | 2674         | 2   | 4  | – | Egyesült Arab Emírségek   | 2402         | 2   | 4  | 4–0      |
| Írország        | 2387         | 2   | 4  | – | Franciaország             | 2672         | 2   | 4  | ½–3½     |
| India           | 2627         | 2   | 4  | – | Costa Rica                | 2383         | 2   | 4  | 4–0      |
| Hollandia       | 2665         | 2   | 4  | – | ICCD                      | 2378         | 2   | 4  | 4–0      |
| ...             |              |     |    |   |                           |              |     |    |          |
| Magyarország    | 2665         | 2   | 3½ | – | Ausztria                  | 2537         | 2   | 4  | 3½–½     |

A 2. forduló után 38 csapat állt 4 meccsponttal, akik közül 7 csapat mind a nyolc játszmáját megnyerte.

##### 3. forduló (szeptember 4.)
A 3. forduló élő közvetítése a játszmákkal
| Csapat                    | Átlag Élő-p. | CsP | EP | − | Csapat        | Átlag Élő-p. | CsP | EP | Eredmény |
| ------------------------- | ------------ | --- | -- | - | ------------- | ------------ | --- | -- | -------- |
| Moldova                   | 2566         | 4   | 7½ | – | Oroszország   | 2749         | 4   | 8  | 1–3      |
| Kuba                      | 2640         | 4   | 7  | – | Lengyelország | 2674         | 4   | 8  | 2½–1½    |
| Azerbajdzsán-2            | 2575         | 4   | 7  | – | India         | 2683         | 4   | 8  | 1–3      |
| Azerbajdzsán-1            | 2711         | 4   | 8  | – | Magyarország  | 2659         | 4   | 7  | 3–1      |
| Hollandia                 | 2670         | 4   | 8  | – | Vietnám       | 2560         | 4   | 7  | 2½–1½    |
| Olaszország               | 2538         | 4   | 7  | – | Törökország   | 2617         | 4   | 8  | 2½–1½    |
| Anglia                    | 2676         | 4   | 6½ | – | Kanada        | 2597         | 4   | 8  | 2½–1½    |
| Amerikai Egyesült Államok | 2763         | 4   | 7½ | – | Argentína     | 2594         | 4   | 6½ | 3–1      |
| Brazília                  | 2565         | 4   | 6½ | – | Kína          | 2740         | 4   | 7½ | 1–3      |
| Németország               | 2643         | 4   | 6  | – | Ukrajna       | 2689         | 4   | 7½ | 1½–2½    |

| H.  | Csapat neve               | GY | D | V | CsP | S-B  | EP   |
| 1.  | Oroszország               | 3  | 0 | 0 | 6   | 28,0 | 11   |
| 2.  | Azerbajdzsán-1            | 3  | 0 | 0 | 6   | 28,0 | 11,0 |
| 3.  | Kuba                      | 3  | 0 | 0 | 6   | 28,0 | 9,5  |
| 4.  | Amerikai Egyesült Államok | 3  | 0 | 0 | 6   | 26,0 | 10,5 |
| 5.  | Kína                      | 3  | 0 | 0 | 6   | 26,0 | 10,5 |
| 6.  | Hollandia                 | 3  | 0 | 0 | 6   | 26,0 | 10,5 |
| 7.  | Fehéroroszország          | 3  | 0 | 0 | 6   | 26,0 | 10,5 |
| 8.  | Anglia                    | 3  | 0 | 0 | 6   | 26,0 | 9,0  |
| 9.  | India                     | 3  | 0 | 0 | 6   | 24,0 | 11,0 |
| 10. | Ukrajna                   | 3  | 0 | 0 | 6   | 24,0 | 10,0 |
| ... | ...                       |    |   |   |     |      |      |
| 32. | Magyarország              | 2  | 0 | 1 | 4   | 20,0 | 8,0  |

A 3. forduló után 16 csapatnak volt 6 meccspontja, de már nem volt egyetlen 100%-os csapat sem. 11 játszmaponttal rendelkezett Oroszország, Azerbajdzsán és India.

##### 4. forduló (szeptember 5.)
A 4. forduló élő közvetítése a játszmákkal
| Csapat                    | Átlag Élő-p. | CsP | EP  | − | Csapat         | Átlag Élő-p. | CsP | EP  | Eredmény |
| ------------------------- | ------------ | --- | --- | - | -------------- | ------------ | --- | --- | -------- |
| Ukrajna                   | 2693         | 6   | 10  | – | Oroszország    | 2758         | 6   | 11  | 2½–1½    |
| India                     | 2683         | 6   | 11  | – | Kuba           | 2640         | 6   | 9½  | 2½–1½    |
| Amerikai Egyesült Államok | 2765         | 6   | 10½ | – | Csehország     | 2626         | 6   | 9½  | 2–2      |
| Románia                   | 2567         | 6   | 10  | – | Azerbajdzsán-1 | 2711         | 6   | 11  | 1–3      |
| Kína                      | 2733         | 6   | 10½ | – | Olaszország    | 2534         | 6   | 9½  | 3–1      |
| Anglia                    | 2677         | 6   | 9   | – | Hollandia      | 2658         | 6   | 10½ | ½–3½     |
| Fehéroroszország          | 2601         | 6   | 10½ | – | Lettország     | 2607         | 6   | 9   | 2½–1½    |
| Szerbia                   | 2580         | 6   | 8½  | – | Szlovénia      | 2578         | 6   | 10½ | 2–2      |
| Görögország               | 2590         | 5   | 8   | – | Franciaország  | 2679         | 5   | 9½  | 2–2      |
| Spanyolország             | 2647         | 5   | 8   | – | Peru           | 2566         | 5   | 9½  | 3½–½     |
| ...                       |              |     |     |   |                |              |     |     |          |
| Magyarország              | 2648         | 4   | 8   | – | Nicaragua      | 2226         | 4   | 6½  | 4–0      |

| H.  | Csapat neve               | GY | D | V | CsP | S-B  | EP   |
| 1.  | Kína                      | 4  | 0 | 0 | 8   | 57,0 | 13,5 |
| 2.  | Azerbajdzsán-1            | 4  | 0 | 0 | 8   | 56,0 | 14,0 |
| 3.  | Hollandia                 | 4  | 0 | 0 | 8   | 52,0 | 14,0 |
| 4.  | India                     | 4  | 0 | 0 | 8   | 49,0 | 13,5 |
| 5.  | Fehéroroszország          | 4  | 0 | 0 | 8   | 49,0 | 13,0 |
| 6.  | Ukrajna                   | 4  | 0 | 0 | 8   | 46,0 | 12,5 |
| 7.  | Amerikai Egyesült Államok | 3  | 1 | 0 | 7   | 46,0 | 12,5 |
| 8.  | Csehország                | 3  | 1 | 0 | 7   | 44,0 | 11,5 |
| 9.  | Szerbia                   | 3  | 1 | 0 | 7   | 44,0 | 10,5 |
| 10. | Szlovénia                 | 3  | 1 | 0 | 7   | 42,0 | 12,5 |
| ... | ...                       |    |   |   |     |      |      |
| 23. | Magyarország              | 3  | 0 | 1 | 6   | 38,0 | 12,0 |

A 4. forduló után hat csapatnak volt 8 meccspontja, őket hét csapat követte 7 ponttal. Magyarország a 14–48. helyen holtversenyben álló 6 pontos csapatok között a 23. helyet foglalta el.

##### 5. forduló (szeptember 6.)
Az 5. forduló élő közvetítése a játszmákkal
| Csapat         | Átlag Élő-p. | CsP | EP  | − | Csapat                    | Átlag Élő-p. | CsP | EP  | Eredmény |
| -------------- | ------------ | --- | --- | - | ------------------------- | ------------ | --- | --- | -------- |
| Ukrajna        | 2697         | 8   | 12½ | – | Kína                      | 2733         | 8   | 13½ | 2½–1½    |
| Hollandia      | 2658         | 8   | 14  | – | Fehéroroszország          | 2601         | 8   | 13  | 2½–1½    |
| Szerbia        | 2599         | 7   | 10½ | – | Amerikai Egyesült Államok | 2763         | 7   | 12½ | 1–3      |
| Azerbajdzsán-1 | 2717         | 8   | 14  | – | India                     | 2683         | 8   | 13½ | 1–3      |
| Szlovénia      | 2577         | 7   | 12½ | – | Csehország                | 2631         | 7   | 11½ | 1–3      |
| Spanyolország  | 2623         | 7   | 11½ | – | Grúzia                    | 2585         | 7   | 11½ | ½–3½     |
| Mongólia       | 2474         | 7   | 10½ | – | Törökország               | 2607         | 6   | 13½ | 1–3      |
| Oroszország    | 2768         | 6   | 12½ | – | Egyiptom                  | 2537         | 6   | 11  | 3–1      |
| Moldova        | 2553         | 6   | 11  | – | Lengyelország             | 2685         | 6   | 12½ | 2–2      |
| Kuba           | 2619         | 6   | 11  | – | Kanada                    | 2597         | 6   | 13½ | 1–3      |
| ...            |              |     |     |   |                           |              |     |     |          |
| Lettország     | 2589         | 6   | 10½ | – | Magyarország              | 2673         | 6   | 12  | 2½–1½    |

Az 5. forduló után három csapatnak volt 10 meccspontja, őket három csapat követte 9 ponttal. 8 pontja a 7–25. helyen 19 csapatnak volt, 7 pontot eddig 14 csapat szerzett. Ezután következett a 6 pontos 34 csapatból álló mezőnyt vezető Magyarország a 40. helyen.
| H.  | Csapat neve               | GY | D | V | CsP | S-B  | EP   |
| 1.  | Hollandia                 | 5  | 0 | 0 | 10  | 87,0 | 16,5 |
| 2.  | Ukrajna                   | 5  | 0 | 0 | 10  | 84,0 | 15,0 |
| 3.  | India                     | 5  | 0 | 0 | 10  | 79,0 | 16,5 |
| 4.  | Csehország                | 4  | 1 | 0 | 9   | 81,0 | 14,5 |
| 5.  | Amerikai Egyesült Államok | 4  | 1 | 0 | 9   | 79,0 | 15,5 |
| 6.  | Grúzia                    | 4  | 1 | 0 | 9   | 74,5 | 15,0 |
| 7.  | Fehéroroszország          | 4  | 0 | 1 | 8   | 83,0 | 14,5 |
| 8.  | Oroszország               | 4  | 0 | 1 | 8   | 78,0 | 15,5 |
| 9.  | Azerbajdzsán-1            | 4  | 0 | 1 | 8   | 76,0 | 15,0 |
| 10. | Kína                      | 4  | 0 | 1 | 8   | 75,0 | 15,0 |
| ... | ...                       |    |   |   |     |      |      |
| 40. | Magyarország              | 3  | 0 | 2 | 6   | 65,0 | 13,5 |

##### 6. forduló (szeptember 8.)
A 6. fordulóra a versenyen beiktatott szabadnapot követően került sor.
A 6. forduló élő közvetítése a játszmákkal
| Csapat                    | Átlag Élő-p. | CsP | EP  | − | Csapat           | Átlag Élő-p. | CsP | EP  | Eredmény |
| ------------------------- | ------------ | --- | --- | - | ---------------- | ------------ | --- | --- | -------- |
| India                     | 2683         | 10  | 16½ | – | Hollandia        | 2658         | 10  | 16½ | 2½–1½    |
| Amerikai Egyesült Államok | 2765         | 9   | 15½ | – | Ukrajna          | 2704         | 10  | 15  | 2½–1½    |
| Csehország                | 2626         | 9   | 14½ | – | Grúzia           | 2613         | 9   | 15  | 2–2      |
| Görögország               | 2573         | 8   | 12½ | – | Azerbajdzsán-1   | 2717         | 8   | 15  | 2–2      |
| Kanada                    | 2576         | 8   | 16½ | – | Fehéroroszország | 2597         | 8   | 14½ | 2½–1½    |
| Németország               | 2646         | 8   | 14  | – | Oroszország      | 2762         | 8   | 15½ | 1–3      |
| Kína                      | 2738         | 8   | 15  | – | Argentína        | 2581         | 8   | 12½ | 2½–1½    |
| Románia                   | 2577         | 8   | 13½ | – | Azerbajdzsán-2   | 2592         | 8   | 15½ | 2½–1½    |
| Izland                    | 2524         | 8   | 15  | – | Törökország      | 2617         | 8   | 16½ | 2–2      |
| Kazahsztán                | 2563         | 8   | 15½ | – | Lettország       | 2607         | 8   | 13  | 1½–2½    |
| ...                       |              |     |     |   |                  |              |     |     |          |
| Uruguay                   | 2326         | 6   | 12  | – | Magyarország     | 2648         | 6   | 13½ | 0–4      |

A 6. forduló után már csak egy csapat, India állt pontveszteség nélkül, 12 ponttal. Őket 11 ponttal az Amerikai Egyesült Államok csapata követte, míg 10 ponttal tíz csapat rendelkezett. Magyarország nagyarányú győzelmével a 28. helyre jött fel.
| H.  | Csapat neve               | GY | D | V | CsP | S-B   | EP   |
| 1.  | India                     | 6  | 0 | 0 | 12  | 116,0 | 19,0 |
| 2.  | Amerikai Egyesült Államok | 5  | 1 | 0 | 11  | 114,0 | 18,0 |
| 3.  | Hollandia                 | 5  | 0 | 1 | 10  | 117,0 | 18,0 |
| 4.  | Csehország                | 4  | 2 | 0 | 10  | 114,0 | 16,5 |
| 5.  | Grúzia                    | 4  | 2 | 0 | 10  | 111,5 | 17,0 |
| 6.  | Kína                      | 5  | 0 | 1 | 10  | 110,5 | 17,5 |
| 7.  | Ukrajna                   | 5  | 0 | 1 | 10  | 110,5 | 16,5 |
| 8.  | Kanada                    | 5  | 0 | 1 | 10  | 107,0 | 19,0 |
| 9.  | Oroszország               | 5  | 0 | 1 | 10  | 102,0 | 18,5 |
| 10. | Lettország                | 5  | 0 | 1 | 10  | 96,0  | 15,5 |
| ... | ...                       |    |   |   |     |       |      |
| 28. | Magyarország              | 4  | 0 | 2 | 8   | 100,0 | 17,5 |

##### 7. forduló (szeptember 9.)
A 7. forduló élő közvetítése a játszmákkal
| Csapat       | Átlag Élő-p. | CsP | EP  | − | Csapat                    | Átlag Élő-p. | CsP | EP  | Eredmény |
| ------------ | ------------ | --- | --- | - | ------------------------- | ------------ | --- | --- | -------- |
| India        | 2683         | 12  | 19  | – | Amerikai Egyesült Államok | 2765         | 11  | 18  | ½–3½     |
| Lettország   | 2607         | 10  | 15½ | – | Hollandia                 | 2665         | 10  | 18  | 3–1      |
| Oroszország  | 2749         | 10  | 18½ | – | Csehország                | 2631         | 10  | 16½ | 3½–½     |
| Horvátország | 2624         | 9   | 15½ | – | Azerbajdzsán-1            | 2709         | 9   | 17  | ½–3½     |
| Grúzia       | 2613         | 10  | 17  | – | Románia                   | 2573         | 10  | 16  | 3–1      |
| Anglia       | 2685         | 10  | 15½ | – | Kína                      | 2740         | 10  | 17½ | 3–1      |
| Ukrajna      | 2689         | 10  | 16½ | – | Kanada                    | 2597         | 10  | 19  | 2½–1½    |
| Törökország  | 2607         | 9   | 18½ | – | Norvégia                  | 2654         | 9   | 14½ | 1½–2½    |
| Irán         | 2518         | 9   | 16½ | – | Mongólia                  | 2474         | 9   | 14  | 3½–½     |
| Szlovénia    | 2586         | 9   | 17  | – | Spanyolország             | 2647         | 9   | 14½ | 2½–1½    |
| ...          |              |     |     |   |                           |              |     |     |          |
| Magyarország | 2673         | 8   | 17½ | – | Svájc                     | 2509         | 8   | 16  | 3–1      |

A 7. forduló után az India felett aratott nagyarányú győzelmével az Amerikai Egyesült Államok csapata állt az élre, egy pont előnnyel vezetve a mezőnyt 13 ponttal, őket hat csapat követte 12 ponttal, és hét csapat szerzett 11 pontot. Magyarország a tizenegy 10 pontos csapat között győzelmével a 19. helyre jött fel.
| H.  | Csapat neve               | GY | D | V | CsP | S-B   | EP   |
| 1.  | Amerikai Egyesült Államok | 6  | 1 | 0 | 13  | 174,0 | 21,5 |
| 2.  | Oroszország               | 6  | 0 | 1 | 12  | 157,0 | 22,0 |
| 3.  | Grúzia                    | 5  | 2 | 0 | 12  | 154,5 | 20,0 |
| 4.  | Ukrajna                   | 6  | 0 | 1 | 12  | 146,5 | 19,0 |
| 5.  | India                     | 6  | 0 | 1 | 12  | 144,5 | 19,5 |
| 6.  | Anglia                    | 6  | 0 | 1 | 12  | 140,0 | 18,5 |
| 7.  | Lettország                | 6  | 0 | 1 | 12  | 138,5 | 18,5 |
| 8.  | Azerbajdzsán-1            | 5  | 1 | 1 | 11  | 160,5 | 20,5 |
| 9.  | Irán                      | 5  | 1 | 1 | 11  | 153,0 | 20,0 |
| 10. | Görögország               | 4  | 3 | 0 | 11  | 137,5 | 17,5 |
| ... | ...                       |    |   |   |     |       |      |
| 19. | Magyarország              | 5  | 0 | 2 | 10  | 137,0 | 20,5 |

##### 8. forduló (szeptember 10.)
A 8. forduló élő közvetítése a játszmákkal
| Csapat         | Átlag Élő-p. | CsP | EP  | − | Csapat                    | Átlag Élő-p. | CsP | EP  | Eredmény |
| -------------- | ------------ | --- | --- | - | ------------------------- | ------------ | --- | --- | -------- |
| Oroszország    | 2768         | 12  | 22  | – | Amerikai Egyesült Államok | 2763         | 13  | 21½ | 2–2      |
| Grúzia         | 2613         | 12  | 20  | – | Ukrajna                   | 2681         | 12  | 19  | 1–3      |
| Anglia         | 2676         | 12  | 18½ | – | India                     | 2683         | 12  | 19½ | 1½–2½    |
| Azerbajdzsán-1 | 2709         | 11  | 20½ | – | Lettország                | 2607         | 12  | 18½ | 2½–1½    |
| Olaszország    | 2538         | 11  | 18½ | – | Irán                      | 2518         | 11  | 20  | 2–2      |
| Görögország    | 2588         | 11  | 17½ | – | Szlovénia                 | 2586         | 11  | 19½ | 2–2      |
| Norvégia       | 2654         | 11  | 17  | – | Peru                      | 2566         | 11  | 18½ | 3–1      |
| Kanada         | 2597         | 10  | 20½ | – | Vietnám                   | 2560         | 10  | 18½ | 2–2      |
| Hollandia      | 2650         | 10  | 19  | – | Kuba                      | 2640         | 10  | 18  | 2½–1½    |
| Kína           | 2735         | 10  | 18½ | – | Magyarország              | 2665         | 10  | 20½ | 1½–2½    |

A 8. forduló után három csapat állt az élen 14 ponttal, őket ugyancsak három csapat követte 13 ponttal, majd egy tizenegy csapatból álló boly követte az élen állókat egyaránt 12 ponttal, köztük Magyarország, amely a címvédő kínai válogatott felett aratott győzelmével feljött a 10. helyre.
| H.  | Csapat neve               | GY | D | V | CsP | S-B   | EP   |
| 1.  | Amerikai Egyesült Államok | 6  | 2 | 0 | 14  | 222,0 | 23,5 |
| 2.  | India                     | 7  | 0 | 1 | 14  | 196,0 | 22,0 |
| 3.  | Ukrajna                   | 7  | 0 | 1 | 14  | 196,0 | 22,0 |
| 4.  | Oroszország               | 6  | 1 | 1 | 13  | 215,0 | 24,0 |
| 5.  | Azerbajdzsán-1            | 6  | 1 | 1 | 13  | 201,5 | 23,0 |
| 6.  | Norvégia                  | 6  | 1 | 1 | 13  | 168,0 | 20,0 |
| 7.  | Anglia                    | 6  | 0 | 2 | 12  | 189,5 | 20,0 |
| 8.  | Lettország                | 6  | 0 | 2 | 12  | 188,0 | 20,0 |
| 9.  | Hollandia                 | 6  | 0 | 2 | 12  | 187,0 | 21,5 |
| 10. | Magyarország              | 6  | 0 | 2 | 12  | 184,5 | 23,0 |

##### 9. forduló (szeptember 11.)
A 9. forduló élő közvetítése a játszmákkal
| Csapat                    | Átlag Élő-p. | CsP | EP  | − | Csapat      | Átlag Élő-p. | CsP | EP  | Eredmény |
| ------------------------- | ------------ | --- | --- | - | ----------- | ------------ | --- | --- | -------- |
| Ukrajna                   | 2704         | 14  | 22  | – | India       | 2683         | 14  | 22  | 2½–1½    |
| Amerikai Egyesült Államok | 2765         | 14  | 23½ | – | Norvégia    | 2654         | 13  | 20  | 3–1      |
| Irán                      | 2518         | 12  | 22  | – | Anglia      | 2677         | 12  | 20  | 2–2      |
| Azerbajdzsán-1            | 2711         | 13  | 23  | – | Oroszország | 2766         | 13  | 24  | 1–3      |
| Lettország                | 2607         | 12  | 20  | – | Szlovénia   | 2577         | 12  | 21½ | 2–2      |
| Hollandia                 | 2670         | 12  | 21½ | – | Csehország  | 2626         | 12  | 19½ | 1½–2½    |
| Magyarország              | 2673         | 12  | 23  | – | Grúzia      | 2587         | 12  | 21  | 1½–2½    |
| Olaszország               | 2544         | 12  | 20½ | – | Chile       | 2512         | 12  | 23  | 2–2      |
| Görögország               | 2581         | 12  | 19½ | – | Törökország | 2617         | 11  | 22½ | 2–2      |
| Kanada                    | 2576         | 11  | 22½ | – | Dánia       | 2543         | 11  | 21½ | 3½–½     |

A 9. forduló után két csapat, az Amerikai Egyesült Államok és Ukrajna állt az élen 16 ponttal, őket a 15 pontos Oroszország követte, három csapatnak volt 14, és tizennégy csapatnak 13 pontja. A 12 pontosok tizenkét fős mezőnyét Kína vezette, mögötte a 22. helyen Magyarország állt.
| H.  | Csapat neve               | GY | D | V | CsP | S-B   | EP   |
| 1.  | Amerikai Egyesült Államok | 7  | 2 | 0 | 16  | 284,0 | 26,5 |
| 2.  | Ukrajna                   | 8  | 0 | 1 | 16  | 267,0 | 24,5 |
| 3.  | Oroszország               | 7  | 1 | 1 | 15  | 290,0 | 27,0 |
| 4.  | Grúzia                    | 6  | 2 | 1 | 14  | 235,5 | 23,5 |
| 5.  | Csehország                | 6  | 2 | 1 | 14  | 235,5 | 22,0 |
| 6.  | India                     | 7  | 0 | 2 | 14  | 234,0 | 23,5 |
| 7.  | Kanada                    | 6  | 1 | 2 | 13  | 247,5 | 26,0 |
| 8.  | Azerbajdzsán-1            | 6  | 1 | 2 | 13  | 235,0 | 24,0 |
| 9.  | Irán                      | 5  | 3 | 1 | 13  | 229,0 | 24,0 |
| 10. | Anglia                    | 6  | 1 | 2 | 13  | 224,5 | 22,0 |
| ... | ...                       |    |   |   |     |       |      |
| 22. | Magyarország              | 6  | 0 | 3 | 12  | 226,0 | 24,5 |

##### 10. forduló (szeptember 12.)
A 10. forduló élő közvetítése a játszmákkal
| Csapat        | Átlag Élő-p. | CsP | EP  | − | Csapat                    | Átlag Élő-p. | CsP | EP  | Eredmény |
| ------------- | ------------ | --- | --- | - | ------------------------- | ------------ | --- | --- | -------- |
| Grúzia        | 2593         | 14  | 23½ | – | Amerikai Egyesült Államok | 2765         | 16  | 26½ | 1½–2½    |
| Csehország    | 2631         | 14  | 22  | – | Ukrajna                   | 2697         | 16  | 24½ | 1–3      |
| India         | 2683         | 14  | 23½ | – | Oroszország               | 2768         | 15  | 27  | 2–2      |
| Anglia        | 2676         | 13  | 22  | – | Azerbajdzsán-1            | 2703         | 13  | 24  | 2½–1½    |
| Lettország    | 2589         | 13  | 22  | – | Kanada                    | 2597         | 13  | 26  | 1–3      |
| Norvégia      | 2654         | 13  | 21  | – | Irán                      | 2518         | 13  | 24  | 3½–½     |
| Moldova       | 2566         | 13  | 24½ | – | Olaszország               | 2538         | 13  | 22½ | 1½–2½    |
| Szlovénia     | 2577         | 13  | 23½ | – | Vietnám                   | 2560         | 13  | 23  | 3–1      |
| Spanyolország | 2647         | 13  | 21  | – | Görögország               | 2592         | 13  | 21½ | 2–2      |
| Chile         | 2513         | 13  | 25  | – | Peru                      | 2566         | 13  | 22  | 1½–2½    |
| ...           |              |     |     |   |                           |              |     |     |          |
| Magyarország  | 2631         | 12  | 24½ | – | Hollandia                 | 2670         | 12  | 23  | 2½–1½    |

A 10. forduló után mindkét addig élen álló csapat, az Amerikai Egyesült Államok és Ukrajna győzött, így továbbra is ők álltak az élen 18 ponttal, őket a 16 pontos Oroszország követte, a 4–10. helyen hét csapatnak volt 15, és nyolc csapatnak 14 pontja. Ez utóbbi csoportban a holtversenyt eldöntő számítás szerint második legjobb helyén tartózkodott Magyarország, amely győzelmével az utolsó forduló előtt a 12. helyre jött fel.
| H.  | Csapat neve               | GY | D | V | CsP | S-B   | EP   |
| 1.  | Amerikai Egyesült Államok | 8  | 2 | 0 | 18  | 344,5 | 29,0 |
| 2.  | Ukrajna                   | 9  | 0 | 1 | 18  | 328,0 | 27,5 |
| 3.  | Oroszország               | 7  | 2 | 1 | 16  | 345,0 | 29,0 |
| 4.  | Kanada                    | 7  | 1 | 2 | 15  | 312,5 | 29,0 |
| 5.  | India                     | 7  | 1 | 2 | 15  | 291,0 | 25,5 |
| 6.  | Norvégia                  | 7  | 1 | 2 | 15  | 277,5 | 24,5 |
| 7.  | Szlovénia                 | 6  | 3 | 1 | 15  | 273,5 | 26,5 |
| 8.  | Anglia                    | 7  | 1 | 2 | 15  | 269,0 | 24,5 |
| 9.  | Peru                      | 7  | 1 | 2 | 15  | 251,5 | 24,5 |
| 10. | Olaszország               | 6  | 3 | 1 | 15  | 247,0 | 25,0 |
| ... | ...                       |    |   |   |     |       |      |
| 12. | Magyarország              | 7  | 0 | 3 | 14  | 279,5 | 27,0 |

##### 11. forduló (szeptember 13.)
A 11. forduló élő közvetítése a játszmákkal
| Csapat                    | Átlag Élő-p. | CsP | EP  | − | Csapat         | Átlag Élő-p. | CsP | EP  | Eredmény |
| ------------------------- | ------------ | --- | --- | - | -------------- | ------------ | --- | --- | -------- |
| Amerikai Egyesült Államok | 2765         | 18  | 29  | – | Kanada         | 2597         | 15  | 29  | 2½–1½    |
| Ukrajna                   | 2693         | 18  | 27½ | – | Szlovénia      | 2577         | 15  | 26½ | 3½–½     |
| Oroszország               | 2758         | 16  | 29  | – | Olaszország    | 2544         | 15  | 25  | 3–1      |
| Türkmenisztán             | 2436         | 13  | 22  | – | Azerbajdzsán-1 | 2693         | 13  | 25½ | 1–3      |
| India                     | 2683         | 15  | 25½ | – | Norvégia       | 2654         | 15  | 24½ | 2–2      |
| Peru                      | 2566         | 15  | 24½ | – | Anglia         | 2676         | 15  | 24½ | 2–2      |
| Törökország               | 2617         | 14  | 27½ | – | Grúzia         | 2613         | 14  | 25  | 2½–1½    |
| Görögország               | 2592         | 14  | 23½ | – | Magyarország   | 2631         | 14  | 27  | 2–2      |
| Franciaország             | 2679         | 14  | 27  | – | Csehország     | 2626         | 14  | 23  | 3–1      |
| Lengyelország             | 2674         | 14  | 26½ | – | Spanyolország  | 2644         | 14  | 23  | 3–1      |

### A végeredmény

#### A nyílt verseny csapatversenyének végeredménye
| H.  | Csapat neve               | GY | D | V | CsP | S-B   | EP  |
| 1.  | Amerikai Egyesült Államok | 9  | 2 | 0 | 20  | 413,5 | 31½ |
| 2.  | Ukrajna                   | 10 | 0 | 1 | 20  | 404,5 | 31  |
| 3.  | Oroszország               | 8  | 2 | 1 | 18  | 419,0 | 32  |
| 4.  | India                     | 7  | 2 | 2 | 16  | 350,5 | 27½ |
| 5.  | Norvégia                  | 7  | 2 | 2 | 16  | 344,5 | 26½ |
| 6.  | Törökország               | 7  | 2 | 2 | 16  | 341,5 | 30  |
| 7.  | Lengyelország             | 7  | 2 | 2 | 16  | 331,0 | 29½ |
| 8.  | Franciaország             | 6  | 4 | 1 | 16  | 326,5 | 30  |
| 9.  | Anglia                    | 7  | 2 | 2 | 16  | 323,0 | 26½ |
| 10. | Peru                      | 7  | 2 | 2 | 16  | 306,0 | 26½ |
| 11. | Kanada                    | 7  | 1 | 3 | 15  | 368,5 | 30½ |
| 12. | Azerbajdzsán-1            | 7  | 1 | 3 | 15  | 352,0 | 28½ |
| 13. | Kína                      | 7  | 1 | 3 | 15  | 348,0 | 29  |
| 14. | Fehéroroszország          | 6  | 3 | 2 | 15  | 332,0 | 27½ |
| 15. | Magyarország              | 7  | 1 | 3 | 15  | 329,0 | 29  |
| 16. | Irán                      | 6  | 3 | 2 | 15  | 318,0 | 28  |
| 17. | Lettország                | 7  | 1 | 3 | 15  | 316,0 | 26½ |
| 18. | Görögország               | 4  | 7 | 0 | 15  | 309,5 | 25½ |
| 19. | Paraguay                  | 7  | 1 | 3 | 15  | 298,5 | 26½ |
| 20. | Szlovénia                 | 6  | 3 | 2 | 15  | 294,0 | 27  |

#### Egyéni legjobb teljesítmények
A legjobb teljesítményértékük alapján táblánként egyéni érmeket nyertek:

| Tábla | Arany                                 | Arany | Ezüst                            | Ezüst | Bronz                                       | Bronz |
| I     | Baadur Jobava · Grúzia                | 2926  | Leinier Dominguez Perez · Kuba   | 2839  | Fabiano Caruana · Amerikai Egyesült Államok | 2838  |
| II    | Vlagyimir Kramnyik · Oroszország      | 2903  | Anton Kovaljov · Kanada          | 2852  | Jorge Cori · Peru                           | 2810  |
| III   | Wesley So · Amerikai Egyesült Államok | 2896  | Almási Zoltán · Magyarország     | 2845  | Eugenio Torre · Fülöp-szigetek              | 2836  |
| IV    | Laurent Fressinet · Franciaország     | 2809  | Jan Nyepomnyascsij · Oroszország | 2804  | Aleksandar Indjic · Szerbia                 | 2786  |
| V     | Andrej Volokityin · Ukrajna           | 2992  | Sami Khader · Jordánia           | 2932  | Alekszej Alekszandrov · Fehéroroszország    | 2760  |

### A magyar csapat eredményei
| Forduló                             | Ellenfél                            | Rapport Richárd 2752       | Rapport Richárd 2752 | Berkes Ferenc 2640         | Berkes Ferenc 2640 | Almási Zoltán 2684           | Almási Zoltán 2684 | Balogh Csaba 2614          | Balogh Csaba 2614 | Gledura Benjámin 2585  | Gledura Benjámin 2585 | CsP össz. | EP össz. | Hely. |
| ----------------------------------- | ----------------------------------- | -------------------------- | -------------------- | -------------------------- | ------------------ | ---------------------------- | ------------------ | -------------------------- | ----------------- | ---------------------- | --------------------- | --------- | -------- | ----- |
| 1                                   | Japán                               | –                          | –                    | Kojima, Shinya 2398        | 1                  | Nanjo, Ryosuke 2340          | ½                  | Averbukh, Alex 2223        | 1                 | Yamada, Kohei 2100     | 1                     | 2         | 3½       | 66.   |
| 2                                   | Ausztria                            | Markus Ragger 2697         | ½                    | David Shengelia 2573       | 1                  | Robert Kreisl 2448           | 1                  | –                          | –                 | Valentin Dragnev 2430  | 1                     | 4         | 7        | 18.   |
| 3                                   | Azerbajdzsán-1                      | Sahrijar Mamedjarov 2761   | 0                    | –                          | –                  | Tejmur Radzsabov 2722        | 1                  | Rauf Mamedov 2666          | 0                 | Arkadij Naiditsch 2696 | 0                     | 4         | 8        | 32.   |
| 4                                   | Nicaragua                           | Mauro Ampie 2348           | 1                    | Juan José Pineda 2175      | 1                  | –                            | –                  | William Alfaro 2188        | 1                 | William Bravo 2194     | 1                     | 6         | 12       | 23.   |
| 5                                   | Lettország                          | Alekszej Sirov 2673        | 0                    | Igor Kovalenko 2651        | 0                  | Arturs Neiksans 2628         | ½                  | Vlagyimir Szvesnyikov 2404 | 1                 | –                      | –                     | 6         | 13½      | 40.   |
| 6                                   | Uruguay                             | Andres Rodriguez Vila 2453 | 1                    | Luis Ernesto Rodi 2340     | 1                  | –                            | –                  | Manuel Larrea 2279         | 1                 | Claudio Coppola 2230   | 1                     | 8         | 17½      | 28.   |
| 7                                   | Svájc                               | Yannick Pelletier 2555     | 0                    | Sebastian Bogner 2559      | 1                  | Nico Georgiadis 2475         | 1                  | Noel Studer 2445           | 1                 | –                      | –                     | 10        | 20½      | 19.   |
| 8                                   | Kína                                | Ting Li-zsen 2753          | ½                    | Jü Jang-ji 2725            | ½                  | Li Csao b 2746               | 1                  | –                          | –                 | Vej Ji 2717            | ½                     | 12        | 23       | 10.   |
| 9                                   | Grúzia                              | Baadur Jobava 2665         | 0                    | Mikheil Mchedlishvili 2609 | 0                  | Tamaz Gelashvili 2575        | 1                  | Tornike Sanikidze 2497     | ½                 | –                      | –                     | 12        | 24½      | 22.   |
| 10                                  | Hollandia                           | –                          | –                    | Anish Giri 2755            | ½                  | Erwin L'Ami 2611             | ½                  | Loek van Wely 2674         | 1                 | Robin van Kampen 2640  | ½                     | 14        | 27       | 12.   |
| 11                                  | Görögország                         | –                          | –                    | Ioannis Papaioannou 2631   | ½                  | Dimitrios Mastrovasilis 2601 | 1                  | Hristos Banikas 2571       | ½                 | Stelios Halkias 2565   | 0                     | 15        | 29       | 15.   |
| Szerzett pontszám /(Játszmák száma) | Szerzett pontszám /(Játszmák száma) | 3(8)                       | 3(8)                 | 6½(10)                     | 6½(10)             | 7½(9)                        | 7½(9)              | 7(9)                       | 7(9)              | 5(8)                   | 5(8)                  | 15        | 29       | 15.   |
| Teljesítményérték                   | Teljesítményérték                   | 2527                       | 2527                 | 2658                       | 2658               | 2845                         | 2845               | 2661                       | 2661              | 2552                   | 2552                  |           |          |       |
| Élő-pontszám változás               | Élő-pontszám változás               | −23,2                      | −23,2                | +4,8                       | +4,8               | +17,5                        | +17,5              | +7,3                       | +7,3              | −0,5                   | −0,5                  |           |          |       |

### Női verseny

#### A fordulók eredményei
Fordulónként az első 10 helyezett, valamint a magyar csapat eredményei és helyezése olvasható.

##### 1. forduló (szeptember 2.)
Az 1. forduló élő közvetítése a játszmákkal
| Csapat        | Átlag Élő-p. | CsP | EP | − | Csapat                    | Átlag Élő-p. | CsP | EP | Eredmény |
| ------------- | ------------ | --- | -- | - | ------------------------- | ------------ | --- | -- | -------- |
| Kína          | 2499         |     |    | – | Luxemburg                 | 1964         |     |    | 4–0      |
| Portugália    | 1962         |     |    | – | Ukrajna                   | 2472         |     |    | 0–4      |
| Oroszország   | 2487         |     |    | – | Skócia                    | 1962         |     |    | 4–0      |
| Nicaragua     | 1835         |     |    | – | Azerbajdzsán–1            | 2310         |     |    | 0–4      |
| ICCD          | 1960         |     |    | – | Grúzia                    | 2461         |     |    | 0–4      |
| India         | 2369         |     |    | – | Észak-Macedónia           | 1919         |     |    | 4–0      |
| Tádzsikisztán | 1926         |     |    | – | Amerikai Egyesült Államok | 2406         |     |    | 0–4      |
| Lengyelország | 2358         |     |    | – | Kirgizisztán              | 1916         |     |    | 4–0      |
| Albánia       | 1892         |     |    | – | Magyarország              | 2361         |     |    | 0–4      |

Az 1. fordulóban 66 csapat szerzett 2 meccspontot, közülük 57 győzött 4–0 arányban.

##### 2. forduló (szeptember 3.)
A 2. forduló élő közvetítése a játszmákkal
A forduló legnagyobb meglepetése, hogy a Fülöp-szigetek válogatottja legyőzte Grúziát.
| Csapat                    | Átlag Élő-p. | CsP | EP | − | Csapat         | Átlag Élő-p. | CsP | EP | Eredmény |
| ------------------------- | ------------ | --- | -- | - | -------------- | ------------ | --- | -- | -------- |
| Montenegró                | 2169         | 2   | 4  | – | Kína           | 2499         | 2   | 4  | 0–4      |
| Ukrajna                   | 2475         | 2   | 4  | – | Moldova        | 2167         | 2   | 4  | 3½–½     |
| Ecuador                   | 2125         | 2   | 4  | – | Oroszország    | 2483         | 2   | 4  | 0–4      |
| Azerbajdzsán–1            | 2324         | 2   | 4  | – | Mexikó         | 2082         | 2   | 4  | 2½–1½    |
| Grúzia                    | 2470         | 2   | 4  | – | Fülöp-szigetek | 2148         | 2   | 4  | 1½–2½    |
| Brazília                  | 2144         | 2   | 4  | – | India          | 2403         | 2   | 4  | 1–3      |
| Amerikai Egyesült Államok | 2406         | 2   | 4  | – | Norvégia       | 2136         | 2   | 4  | 2½–1½    |
| Bosznia-Hercegovina       | 2093         | 2   | 4  | – | Lengyelország  | 2360         | 2   | 4  | ½–3½     |
| Magyarország              | 2384         | 2   | 4  | – | Venezuela      | 2118         | 2   | 4  | 3½–½     |
| Dánia                     | 2100         | 2   | 4  | – | Bulgária       | 2373         | 2   | 4  | 2–2      |

A 2. forduló után 31 csapat állt 4 meccsponttal, közülük öt csapat mind a nyolc játszmáját megnyerte.

##### 3. forduló (szeptember 4.)
A 3. forduló élő közvetítése a játszmákkal
| Csapat                    | Átlag Élő-p. | CsP | EP | − | Csapat         | Átlag Élő-p. | CsP | EP | Eredmény |
| ------------------------- | ------------ | --- | -- | - | -------------- | ------------ | --- | -- | -------- |
| Kína                      | 2560         | 4   | 8  | – | Vietnám        | 2307         | 4   | 7  | 2–2      |
| Oroszország               | 2496         | 4   | 8  | – | Üzbegisztán    | 2290         | 4   | 7  | 3–1      |
| Kuba                      | 2285         | 4   | 7  | – | Litvánia       | 2267         | 4   | 8  | 1½–2½    |
| Lengyelország             | 2405         | 4   | 7½ | – | Azerbajdzsán-1 | 2325         | 4   | 6½ | 1½–2½    |
| Argentína                 | 2265         | 4   | 7  | – | Olaszország    | 2259         | 4   | 8  | 2–2      |
| Franciaország             | 2289         | 4   | 8  | – | Kolumbia       | 2230         | 4   | 7  | 3½–½     |
| Amerikai Egyesült Államok | 2406         | 4   | 6½ | – | Ukrajna        | 2505         | 4   | 7½ | 1½–2½    |
| Törökország               | 2306         | 4   | 6½ | – | Magyarország   | 2389         | 4   | 7½ | 1½–2½    |
| Azerbajdzsán-2            | 2243         | 4   | 6½ | – | Németország    | 2367         | 4   | 7½ | 2–2      |
| Fehéroroszország          | 2203         | 4   | 7½ | – | Svédország     | 2167         | 4   | 6½ | 1½–2½    |

| H.  | Csapat neve   | GY | D | V | CsP | S-B  | EP  |
| 1.  | Oroszország   | 3  | 0 | 0 | 6   | 28,0 | 11  |
| 2.  | Franciaország | 3  | 0 | 0 | 6   | 26,0 | 11½ |
| 3.  | India         | 3  | 0 | 0 | 6   | 26,0 | 10½ |
| 4.  | Románia       | 3  | 0 | 0 | 6   | 26,0 | 10½ |
| 5.  | Litvánia      | 3  | 0 | 0 | 6   | 26,0 | 10½ |
| 6.  | Szerbia       | 3  | 0 | 0 | 6   | 26,0 | 10½ |
| 7.  | Svédország    | 3  | 0 | 0 | 6   | 26,0 | 9   |
| 8.  | Ukrajna       | 3  | 0 | 0 | 6   | 24,0 | 10  |
| 9.  | Magyarország  | 3  | 0 | 0 | 6   | 24,0 | 10  |
| 10. | Izrael        | 3  | 0 | 0 | 6   | 22,0 | 9½  |

A 3. forduló után 13 csapat – köztük Magyarország – állt 6 meccsponttal, de már nem volt 100%-os csapat. A legtöbb játszmapontot, 11½-et Franciaország szerezte.

##### 4. forduló (szeptember 5.)
A 4. forduló élő közvetítése a játszmákkal
A nap meglepetéseként a 2243 Élő-pontszámmal rendelkező lett Dana Reizniece-Ozola legyőzte a 2658 Élő-pontszámmal rendelkező világbajnok kínai Hou Ji-fant.
| Csapat         | Átlag Élő-p. | CsP | EP  | − | Csapat         | Átlag Élő-p. | CsP | EP  | Eredmény |
| -------------- | ------------ | --- | --- | - | -------------- | ------------ | --- | --- | -------- |
| Magyarország   | 2383         | 6   | 10  | – | Oroszország    | 2504         | 6   | 11  | 1½–2½    |
| Ukrajna        | 2495         | 6   | 10  | – | Franciaország  | 2256         | 6   | 11½ | 3½–½     |
| India          | 2433         | 6   | 10½ | – | Izrael         | 2309         | 6   | 9½  | 2–2      |
| Azerbajdzsán-1 | 2316         | 6   | 9   | – | Románia        | 2368         | 6   | 10½ | 2–2      |
| Litvánia       | 2267         | 6   | 10½ | – | Kazahsztán     | 2223         | 6   | 9   | 1½–2½    |
| Svédország     | 2146         | 6   | 9   | – | Szerbia        | 2240         | 6   | 10½ | 1–3      |
| Lettország     | 2210         | 6   | 8½  | – | Kína           | 2533         | 5   | 10  | 1½–2½    |
| Olaszország    | 2237         | 5   | 10  | – | Azerbajdzsán-2 | 2246         | 5   | 8½  | 2½–1½    |
| Vietnám        | 2307         | 5   | 9   | – | Spanyolország  | 2331         | 5   | 9½  | 2½–1½    |
| Németország    | 2372         | 5   | 9½  | – | Argentína      | 2240         | 5   | 9   | 3–1      |

| H.  | Csapat neve  | GY | D | V | CsP | S-B  | EP  |
| 1.  | Ukrajna      | 4  | 0 | 0 | 8   | 50,0 | 13½ |
| 2.  | Szerbia      | 4  | 0 | 0 | 8   | 47,0 | 13½ |
| 3.  | Oroszország  | 4  | 0 | 0 | 8   | 46,0 | 13½ |
| 4.  | Kazahsztán   | 4  | 0 | 0 | 8   | 42,5 | 11½ |
| 5.  | Románia      | 3  | 1 | 0 | 7   | 47,0 | 12½ |
| 6.  | India        | 3  | 1 | 0 | 7   | 46,5 | 12½ |
| 7.  | Olaszország  | 3  | 1 | 0 | 7   | 46,5 | 12½ |
| 8.  | Kína         | 3  | 1 | 0 | 7   | 45,0 | 12½ |
| 9.  | Izrael       | 3  | 1 | 0 | 7   | 44,0 | 11½ |
| 10. | Németország  | 3  | 1 | 0 | 7   | 42,5 | 12½ |
| ... |              |    |   |   |     |      |     |
| 17. | Magyarország | 3  | 0 | 1 | 6   | 43,0 | 11½ |

A 4. forduló után már csak négy csapatnak volt 8 meccspontja, őket nyolc csapat követte 7 ponttal. Magyarország a 13–31. helyen holtversenyben álló 6 pontos csapatok között a 17. helyet foglalta el.

##### 5. forduló (szeptember 6.)
Az 5. forduló élő közvetítése a játszmákkal
| Csapat                    | Átlag Élő-p. | CsP | EP  | − | Csapat      | Átlag Élő-p. | CsP | EP  | Eredmény |
| ------------------------- | ------------ | --- | --- | - | ----------- | ------------ | --- | --- | -------- |
| Szerbia                   | 2252         | 8   | 13½ | – | Ukrajna     | 2491         | 8   | 13½ | 1–3      |
| Oroszország               | 2499         | 8   | 13½ | – | Kazahsztán  | 2238         | 8   | 11½ | 3½–½     |
| Izrael                    | 2309         | 7   | 11½ | – | Románia     | 2342         | 7   | 12½ | 1½–2½    |
| Azerbajdzsán-1            | 2325         | 7   | 11  | – | Németország | 2372         | 7   | 12½ | 3–1      |
| Vietnám                   | 2305         | 7   | 11½ | – | India       | 2433         | 7   | 12½ | 2–2      |
| Kína                      | 2533         | 7   | 12½ | – | Olaszország | 2304         | 7   | 12½ | 3–1      |
| Amerikai Egyesült Államok | 2385         | 6   | 10½ | – | Litvánia    | 2267         | 6   | 12  | 2½–1½    |
| Görögország               | 2239         | 6   | 10  | – | Szlovénia   | 2198         | 6   | 12  | 2–2      |
| Irán                      | 2347         | 6   | 12  | – | Hollandia   | 2291         | 6   | 10  | 1½–2½    |
| Magyarország              | 2389         | 6   | 11½ | – | Svédország  | 2146         | 6   | 10  | 2½–1½    |

| H.  | Csapat neve    | GY | D | V | CsP | S-B  | EP  |
| 1.  | Oroszország    | 5  | 0 | 0 | 10  | 93,0 | 17  |
| 2.  | Ukrajna        | 5  | 0 | 0 | 10  | 86,0 | 16½ |
| 3.  | Románia        | 4  | 1 | 0 | 9   | 81,5 | 15  |
| 4.  | Kína           | 4  | 1 | 0 | 9   | 81,0 | 15½ |
| 5.  | Azerbajdzsán-1 | 4  | 1 | 0 | 9   | 76,5 | 14  |
| 6.  | Magyarország   | 4  | 0 | 1 | 8   | 80,0 | 14  |
| 7.  | Grúzia         | 4  | 0 | 1 | 8   | 76,5 | 16½ |
| 8.  | Lengyelország  | 4  | 0 | 1 | 8   | 74,5 | 17  |
| 9.  | India          | 3  | 2 | 0 | 8   | 74,5 | 14½ |
| 10. | Törökország    | 4  | 0 | 1 | 8   | 69,0 | 15½ |

Az 5. forduló után két csapatnak volt 10 pontja, őket három 9 pontos csapat követte, majd a 8 pontosok 11 fős csapatát Magyarország vezette a 6. helyen.

##### 6. forduló (szeptember 8.)
A 6. forduló élő közvetítése a játszmákkal
| Csapat           | Átlag Élő-p. | CsP | EP  | − | Csapat                    | Átlag Élő-p. | CsP | EP  | Eredmény |
| ---------------- | ------------ | --- | --- | - | ------------------------- | ------------ | --- | --- | -------- |
| Ukrajna          | 2505         | 10  | 16½ | – | Oroszország               | 2496         | 10  | 17  | 2–2      |
| Románia          | 2368         | 9   | 15  | – | Kína                      | 2499         | 9   | 15½ | 2–2      |
| Kazahsztán       | 2223         | 8   | 12  | – | Magyarország              | 2383         | 8   | 14  | 2–2      |
| Grúzia           | 2475         | 8   | 16½ | – | Azerbajdzsán-1            | 2316         | 9   | 14  | 2–2      |
| Lengyelország    | 2405         | 8   | 17  | – | Vietnám                   | 2307         | 8   | 13½ | 3–1      |
| India            | 2433         | 8   | 14½ | – | Lettország                | 2242         | 8   | 13  | 2½–1½    |
| Törökország      | 2314         | 8   | 15½ | – | Amerikai Egyesült Államok | 2406         | 8   | 13  | ½–3½     |
| Hollandia        | 2288         | 8   | 12½ | – | Szerbia                   | 2212         | 8   | 14½ | 2½–1½    |
| Fehéroroszország | 2224         | 7   | 15  | – | Izrael                    | 2250         | 7   | 13  | 1½–2½    |
| Horvátország     | 2225         | 7   | 13  | – | Németország               | 2367         | 7   | 13½ | 1½–2½    |

A 6. forduló után már egyetlen csapat sem állt pontveszteség nélkül. Két csapatnak volt 11 pontja, őket hét 10 pontos csapat követte, majd tíz 9 pontos csapat következett, ebben a bolyban volt Magyarország is a 13. helyen állva.
| H.  | Csapat neve               | GY | D | V | CsP | S-B   | EP  |
| 1.  | Oroszország               | 5  | 1 | 0 | 11  | 135,0 | 19  |
| 2.  | Ukrajna                   | 5  | 1 | 0 | 11  | 127,0 | 18½ |
| 3.  | Lengyelország             | 5  | 0 | 1 | 10  | 119,0 | 20  |
| 4.  | Románia                   | 4  | 2 | 0 | 10  | 118,5 | 17  |
| 5.  | India                     | 4  | 2 | 0 | 10  | 113,5 | 17  |
| 6.  | Azerbajdzsán-1            | 4  | 2 | 0 | 10  | 107,5 | 16  |
| 7.  | Kína                      | 4  | 2 | 0 | 10  | 107,0 | 17½ |
| 8.  | Amerikai Egyesült Államok | 5  | 0 | 1 | 10  | 101,0 | 16½ |
| 9.  | Hollandia                 | 5  | 0 | 1 | 10  | 78,5  | 15  |
| 10. | Grúzia                    | 4  | 1 | 1 | 9   | 117,5 | 18½ |
| ... | ...                       |    |   |   |     |       |     |
| 13. | Magyarország              | 4  | 1 | 1 | 9   | 98,5  | 16  |

##### 7. forduló (szeptember 9.)
A 7. forduló élő közvetítése a játszmákkal
| Csapat                    | Átlag Élő-p. | CsP | EP  | − | Csapat        | Átlag Élő-p. | CsP | EP  | Eredmény |
| ------------------------- | ------------ | --- | --- | - | ------------- | ------------ | --- | --- | -------- |
| Oroszország               | 2504         | 11  | 19  | – | Lengyelország | 2405         | 10  | 20  | 2–2      |
| Kína                      | 2533         | 10  | 17½ | – | Ukrajna       | 2505         | 11  | 18½ | 2½–1½    |
| Amerikai Egyesült Államok | 2406         | 10  | 16½ | – | Románia       | 2368         | 10  | 17  | 2½–1½    |
| Azerbajdzsán-1            | 2325         | 10  | 16  | – | India         | 2433         | 10  | 17  | 2½–1½    |
| Hollandia                 | 2291         | 10  | 15  | – | Grúzia        | 2473         | 9   | 18½ | 2½–1½    |
| Németország               | 2381         | 9   | 16  | – | Üzbegisztán   | 2289         | 9   | 15½ | 2–2      |
| Görögország               | 2213         | 9   | 16  | – | Türkmenisztán | 2110         | 9   | 16½ | 1–3      |
| Fülöp-szigetek            | 2148         | 9   | 16  | – | Magyarország  | 2393         | 9   | 16  | 1–3      |
| Izrael                    | 2309         | 9   | 15½ | – | Olaszország   | 2237         | 9   | 16  | 2½–1½    |
| Mongólia                  | 2297         | 8   | 17  | – | Kazahsztán    | 2238         | 9   | 14  | 3–1      |

A 7. forduló után öt csapat állt holtversenyben az élen 12 ponttal, őket öt 11 pontos csapat követte, köztük Magyarország csapatával, amely győzelmével a 8. helyre ugrott fel.
| H.  | Csapat neve               | GY | D | V | CsP | S-B   | EP  |
| 1.  | Oroszország               | 5  | 2 | 0 | 12  | 173,0 | 21  |
| 2.  | Kína                      | 5  | 2 | 0 | 12  | 149,0 | 20  |
| 3.  | Azerbajdzsán-1            | 5  | 2 | 0 | 12  | 143,0 | 18½ |
| 4.  | Amerikai Egyesült Államok | 6  | 0 | 1 | 12  | 132,0 | 19  |
| 5.  | Hollandia                 | 6  | 0 | 1 | 12  | 122,5 | 17½ |
| 6.  | Lengyelország             | 5  | 1 | 1 | 11  | 164,0 | 22  |
| 7.  | Ukrajna                   | 5  | 1 | 1 | 11  | 158,5 | 20  |
| 8.  | Magyarország              | 5  | 1 | 1 | 11  | 135,0 | 19  |
| 9.  | Izrael                    | 5  | 1 | 1 | 11  | 123,0 | 18½ |
| 10. | Türkmenisztán             | 5  | 1 | 1 | 11  | 113,0 | 19½ |

##### 8. forduló (szeptember 10.)
A 8. forduló élő közvetítése a játszmákkal
| Csapat        | Átlag Élő-p. | CsP | EP  | − | Csapat                    | Átlag Élő-p. | CsP | EP  | Eredmény |
| ------------- | ------------ | --- | --- | - | ------------------------- | ------------ | --- | --- | -------- |
| Oroszország   | 2499         | 12  | 21  | – | Amerikai Egyesült Államok | 2406         | 12  | 19  | 1½–2½    |
| Lengyelország | 2360         | 11  | 22  | – | Hollandia                 | 2254         | 12  | 17½ | 2½–1½    |
| Magyarország  | 2389         | 11  | 19  | – | Ukrajna                   | 2495         | 11  | 20  | 2–2      |
| Kína          | 2560         | 12  | 20  | – | Azerbajdzsán-1            | 2316         | 12  | 18½ | 3½–½     |
| Türkmenisztán | 2110         | 11  | 19½ | – | Izrael                    | 2309         | 11  | 18½ | 1½–2½    |
| Románia       | 2326         | 10  | 18½ | – | Vietnám                   | 2307         | 10  | 17½ | 1–3      |
| Németország   | 2334         | 10  | 18  | – | Mongólia                  | 2271         | 10  | 20  | 2–2      |
| Üzbegisztán   | 2241         | 10  | 17½ | – | India                     | 2404         | 10  | 18½ | 1½–2½    |
| Bulgária      | 2373         | 10  | 19  | – | Ecuador                   | 2125         | 10  | 18  | 2½–1½    |
| Grúzia        | 2486         | 9   | 20  | – | Argentína                 | 2265         | 10  | 17½ | 3–1      |

A 8. forduló után két csapat állt az élen 14 ponttal, őket követte két 13 pontos csapat, majd nyolc csapat, köztük Magyarország következett a 8. helyen 12 ponttal. Az ukránok elleni döntetlennel a magyar csapat megtartotta helyét.
| H.  | Csapat neve               | GY | D | V | CsP | S-B   | EP  |
| 1.  | Kína                      | 6  | 2 | 0 | 14  | 206,0 | 23½ |
| 2.  | Amerikai Egyesült Államok | 7  | 0 | 1 | 14  | 187,5 | 21½ |
| 3.  | Lengyelország             | 6  | 1 | 1 | 13  | 212,0 | 24½ |
| 4.  | Izrael                    | 6  | 1 | 1 | 13  | 168,0 | 21  |
| 5.  | Ukrajna                   | 5  | 2 | 1 | 12  | 210,5 | 22  |
| 6.  | Oroszország               | 5  | 2 | 1 | 12  | 207,0 | 22½ |
| 7.  | India                     | 5  | 2 | 1 | 12  | 186,5 | 21  |
| 8.  | Magyarország              | 5  | 2 | 1 | 12  | 178,0 | 21  |
| 9.  | Bulgária                  | 5  | 2 | 1 | 12  | 170,0 | 21½ |
| 10. | Azerbajdzsán-1            | 5  | 2 | 1 | 12  | 169,5 | 19  |

##### 9. forduló (szeptember 11.)
A 9. forduló élő közvetítése a játszmákkal
| Csapat                    | Átlag Élő-p. | CsP | EP  | − | Csapat         | Átlag Élő-p. | CsP | EP  | Eredmény |
| ------------------------- | ------------ | --- | --- | - | -------------- | ------------ | --- | --- | -------- |
| Amerikai Egyesült Államok | 2406         | 14  | 21½ | – | Kína           | 2533         | 14  | 23½ | 1½–2½    |
| Izrael                    | 2309         | 13  | 21  | – | Lengyelország  | 2365         | 13  | 24½ | ½–3½     |
| Vietnám                   | 2307         | 12  | 20½ | – | Oroszország    | 2504         | 12  | 22½ | 1½–2½    |
| Ukrajna                   | 2491         | 12  | 22  | – | Azerbajdzsán-1 | 2325         | 12  | 19  | 3½–½     |
| India                     | 2433         | 12  | 21  | – | Hollandia      | 2282         | 12  | 19  | 3–1      |
| Magyarország              | 2383         | 12  | 21  | – | Bulgária       | 2349         | 12  | 21½ | 2–2      |
| Grúzia                    | 2486         | 11  | 23  | – | Türkmenisztán  | 2110         | 11  | 21  | 3–1      |
| Szerbia                   | 2237         | 11  | 21  | – | Németország    | 2372         | 11  | 20  | 1–3      |
| Mongólia                  | 2312         | 11  | 22  | – | Fülöp-szigetek | 2123         | 11  | 21  | 2½–1½    |
| Franciaország             | 2289         | 11  | 21½ | – | Azerbajdzsán-2 | 2251         | 11  | 20½ | 3–1      |

A 9. forduló után Kína csapata egyedül állt az élen 16 ponttal, őket a 15 pontos Lengyelország követte. Négy csapatnak volt 14 pontja, őket követte hét 13 pontos csapat, köztük Magyarország, megtartva a 8. helyét.
| H.  | Csapat neve               | GY | D | V | CsP | S-B   | EP  |
| 1.  | Kína                      | 7  | 2 | 0 | 16  | 261,0 | 26  |
| 2.  | Lengyelország             | 7  | 1 | 1 | 15  | 277,5 | 28  |
| 3.  | Ukrajna                   | 6  | 2 | 1 | 14  | 268,5 | 25½ |
| 4.  | Oroszország               | 6  | 2 | 1 | 14  | 256,0 | 25  |
| 5.  | India                     | 6  | 2 | 1 | 14  | 232,5 | 24  |
| 6.  | Amerikai Egyesült Államok | 7  | 0 | 2 | 14  | 231,0 | 23  |
| 7.  | Grúzia                    | 6  | 1 | 2 | 13  | 251,5 | 26  |
| 8.  | Magyarország              | 5  | 3 | 1 | 13  | 230,0 | 23  |
| 9.  | Németország               | 5  | 3 | 1 | 13  | 219,0 | 23  |
| 10. | Mongólia                  | 6  | 1 | 2 | 13  | 215,5 | 24½ |

##### 10. forduló (szeptember 12.)
A 10. forduló élő közvetítése a játszmákkal
| Csapat         | Átlag Élő-p. | CsP | EP  | − | Csapat                    | Átlag Élő-p. | CsP | EP  | Eredmény |
| -------------- | ------------ | --- | --- | - | ------------------------- | ------------ | --- | --- | -------- |
| Lengyelország  | 2405         | 15  | 28  | – | Kína                      | 2560         | 16  | 26  | 1½–2½    |
| India          | 2433         | 14  | 24  | – | Ukrajna                   | 2505         | 14  | 25½ | 2–2      |
| Oroszország    | 2496         | 14  | 25  | – | Grúzia                    | 2486         | 13  | 26  | 2½–1½    |
| Azerbajdzsán-1 | 2327         | 12  | 19½ | – | Kolumbia                  | 2233         | 11  | 23  | 3–1      |
| Mongólia       | 2332         | 13  | 24½ | – | Amerikai Egyesült Államok | 2384         | 14  | 23  | 2–2      |
| Franciaország  | 2289         | 13  | 24½ | – | Magyarország              | 2393         | 13  | 23  | 1½–2½    |
| Bulgária       | 2387         | 13  | 23½ | – | Németország               | 2372         | 13  | 23  | 2½–1½    |
| Litvánia       | 2361         | 12  | 24  | – | Izrael                    | 2250         | 13  | 21½ | 2–2      |
| Ausztria       | 2197         | 12  | 20  | – | Lettország                | 2242         | 12  | 22  | 2½–1½    |
| Argentína      | 2265         | 12  | 21½ | – | Irán                      | 2347         | 12  | 25½ | 2–2      |

A 10. forduló után Kína csapata egyedül állt az élen 18 ponttal, őket a 16 pontos Oroszország követte. A 3–8. helyen hat csapatnak, köztük Magyarországnak volt 15 pontja, amely a holtversenyt eldöntő számítás után az utolsó forduló előtt a 6. helyen állt.
| H.  | Csapat neve               | GY | D | V | CsP | S-B   | EP  |
| 1.  | Kína                      | 8  | 2 | 0 | 18  | 316,5 | 28½ |
| 2.  | Oroszország               | 7  | 2 | 1 | 16  | 317,0 | 27½ |
| 3.  | Lengyelország             | 7  | 1 | 2 | 15  | 333,0 | 29½ |
| 4.  | Ukrajna                   | 6  | 3 | 1 | 15  | 332,0 | 27½ |
| 5.  | India                     | 6  | 3 | 1 | 15  | 290,5 | 26  |
| 6.  | Magyarország              | 6  | 3 | 1 | 15  | 281,5 | 25½ |
| 7.  | Amerikai Egyesült Államok | 7  | 1 | 2 | 15  | 274,5 | 25  |
| 8.  | Bulgária                  | 6  | 3 | 1 | 15  | 261,5 | 26  |
| 9.  | Vietnám                   | 6  | 2 | 2 | 14  | 268,0 | 25  |
| 10. | Mongólia                  | 6  | 2 | 2 | 14  | 262,5 | 26½ |

##### 11. forduló (szeptember 13.)
A 11. forduló élő közvetítése a játszmákkal
Az utolsó fordulóban a magyar és a lengyel női válogatott egyaránt az éremért küzdött. Az ezüst- vagy a bronzérem között a holtversenyt eldöntő számítás döntött, amelynek kimenetele a korábbi ellenfelek eredményeitől függött. A csapatgyőzelmet, és ezzel az ezüstérmet Lengyelország szerezte meg, Magyarország ezzel a vereségével a 16. helyre csúszott vissza.
| Csapat                    | Átlag Élő-p. | CsP | EP  | − | Csapat         | Átlag Élő-p. | CsP | EP  | Eredmény |
| ------------------------- | ------------ | --- | --- | - | -------------- | ------------ | --- | --- | -------- |
| Kína                      | 2533         | 18  | 28½ | – | Oroszország    | 2504         | 16  | 27½ | 2½–1½    |
| Magyarország              | 2393         | 15  | 25½ | – | Lengyelország  | 2365         | 15  | 29½ | ½–3½     |
| Ukrajna                   | 2505         | 15  | 27½ | – | Bulgária       | 2373         | 15  | 26  | 3–1      |
| Azerbajdzsán-1            | 2324         | 14  | 22½ | – | Malajzia       | 1964         | 14  | 26½ | 3–1      |
| Amerikai Egyesült Államok | 2406         | 15  | 25  | – | India          | 2433         | 15  | 26  | 2–2      |
| Vietnám                   | 2307         | 14  | 25  | – | Hollandia      | 2291         | 14  | 22½ | 2½–1½    |
| Izrael                    | 2309         | 14  | 23½ | – | Mongólia       | 2312         | 14  | 26½ | 3–1      |
| Grúzia                    | 2461         | 13  | 27½ | – | Ausztria       | 2197         | 14  | 22½ | 3–1      |
| Irán                      | 2347         | 13  | 27½ | – | Azerbajdzsán-2 | 2251         | 13  | 25  | 3½–½     |
| Szerbia                   | 2227         | 13  | 26  | – | Argentína      | 2265         | 13  | 23½ | 2½–1½    |

### A női verseny végeredménye

#### A női verseny csapatversenyének végeredménye
| H.  | Csapat neve               | GY | D | V | CsP | S-B   | EP  |
| 1.  | Kína                      | 9  | 2 | 0 | 20  | 416,0 | 31  |
| 2.  | Lengyelország             | 8  | 1 | 2 | 17  | 427,5 | 33  |
| 3.  | Ukrajna                   | 7  | 3 | 1 | 17  | 404,5 | 30½ |
| 4.  | Oroszország               | 7  | 2 | 2 | 16  | 380,5 | 29  |
| 5.  | India                     | 6  | 4 | 1 | 16  | 342,5 | 28  |
| 6.  | Amerikai Egyesült Államok | 7  | 2 | 2 | 16  | 332,5 | 27  |
| 7.  | Vietnám                   | 7  | 2 | 2 | 16  | 328,0 | 27½ |
| 8.  | Azerbajdzsán-1            | 7  | 2 | 2 | 16  | 309,0 | 25½ |
| 9.  | Izrael                    | 7  | 2 | 2 | 16  | 307,5 | 26½ |
| 10. | Grúzia                    | 7  | 1 | 3 | 15  | 356,5 | 30½ |
| 11. | Irán                      | 7  | 1 | 3 | 15  | 337,5 | 31  |
| 12. | Litvánia                  | 7  | 1 | 3 | 15  | 324,0 | 29  |
| 13. | Szerbia                   | 7  | 1 | 3 | 15  | 321,5 | 28½ |
| 14. | Franciaország             | 7  | 1 | 3 | 15  | 320,0 | 29  |
| 15. | Bulgária                  | 6  | 3 | 2 | 15  | 309,5 | 27  |
| 16. | Magyarország              | 6  | 3 | 2 | 15  | 304,0 | 26  |
| 17. | Fehéroroszország          | 7  | 1 | 3 | 15  | 296,0 | 28  |
| 18. | Kuba                      | 7  | 1 | 3 | 15  | 272,0 | 25½ |
| 19. | Románia                   | 5  | 4 | 2 | 14  | 325,0 | 26  |
| 20. | Mongólia                  | 6  | 2 | 3 | 14  | 301,5 | 27½ |

#### Egyéni legjobb teljesítmények
A legjobb teljesítményértékük alapján táblánként egyéni érmeket nyertek:

| Tábla | Arany                             | Arany | Ezüst                                        | Ezüst | Bronz                         | Bronz |
| I     | Anna Muzicsuk · Ukrajna           | 2629  | Hou Ji-fan · Kína                            | 2547  | Pia Cramling · Svédország     | 2537  |
| II    | Valentyina Gunyina · Oroszország  | 2643  | Csü Ven-csün · Kína                          | 2501  | Deimante Daulyte · Litvánia   | 2481  |
| III   | Gulnar Mammadova · Azerbajdzsán-1 | 2559  | Krina Szczepkowska-Horowska · Lengyelország  | 2547  | Thi Mai Hung Nguyen · Vietnám | 2442  |
| IV    | Tan Csung-ji · Kína               | 2565  | Nino Baciasvili · Grúzia                     | 2533  | Klaudia Kulon · Lengyelország | 2506  |
| V     | Kuo Csi · Kína                    | 2394  | Andreea-Cristiana Navrotescu · Franciaország | 2285  | Gara Anita · Magyarország     | 2277  |

### A magyar női csapat eredményei
| Forduló                             | Ellenfél                            | Hoang Thanh Trang 2467       | Hoang Thanh Trang 2467 | Vajda Szidónia 2372     | Vajda Szidónia 2372 | Papp Petra 2336              | Papp Petra 2336 | Gara Tícia 2379              | Gara Tícia 2379 | Gara Anita 2355                   | Gara Anita 2355 | CsP össz. | EP össz. | Hely. |
| ----------------------------------- | ----------------------------------- | ---------------------------- | ---------------------- | ----------------------- | ------------------- | ---------------------------- | --------------- | ---------------------------- | --------------- | --------------------------------- | --------------- | --------- | -------- | ----- |
| 1                                   | Albánia                             | –                            | –                      | Gjergji, Rozana 1947    | 1                   | Shabanaj, Eglantina 1932     | 1               | Shabanaj, Alda 1881          | 1               | Tuzi, Bruna 1807                  | 1               | 2         | 4        | 8.    |
| 2                                   | Venezuela                           | SC Sanchez Castillo 2182     | 1                      | –                       | –                   | J Montilla Reyes 2194        | ½               | TC Varela La Madrid 2035     | 1               | MG Ubaldo Suarez 2062             | 1               | 4         | 7½       | 8.    |
| 3                                   | Törökország                         | Ekaterina Atalik 2422        | ½                      | Betul Cemre Yildiz 2369 | 1                   | Kubra Ozturk 2277            | ½               | Zehra Topel 2156             | ½               | –                                 | –               | 6         | 10       | 9.    |
| 4                                   | Oroszország                         | Alekszandra Kosztyenyuk 2578 | ½                      | Valentyina Gunyina 2520 | ½                   | Alekszandra Gorjacskina 2475 | ½               | –                            | –               | Natalja Pogonyina 2484            | 0               | 6         | 11½      | 17.   |
| 5                                   | Svédország                          | Pia Cramling 2444            | ½                      | Inna Agrest 2222        | 0                   | Jessica Bengtsson 2005       | 1               | Anna Cramling Bellon 1913    | 1               | –                                 | –               | 8         | 14       | 6.    |
| 6                                   | Kazahsztán                          | Zhansaya Abdumalik 2389      | ½                      | Gulmira Dauletova 2275  | ½                   | Sholpan Zhylkaidarova 2162   | ½               | –                            | –               | Aisezym Mukhit 2065               | ½               | 9         | 16       | 13.   |
| 7                                   | Fülöp-szigetek                      | Janelle Mae Frayna 2281      | 1                      | Jan Jodilyn Fronda 2128 | 0                   | –                            | –               | Christy Lamiel Bernales 2065 | 1               | Catherine Secopito 2119           | 1               | 11        | 19       | 8.    |
| 8                                   | Ukrajna                             | Anna Muzicsuk 2550           | ½                      | Marija Muzicsuk 2539    | 1                   | Natalija Zsukova 2475        | ½               | Inna Gaponyenko 2416         | 0               | –                                 | –               | 12        | 21       | 8.    |
| 9                                   | Bulgária                            | Antoaneta Sztefanova 2515    | ½                      | Adriana Nikolova 2358   | ½                   | Elitsa Raeva 2232            | ½               | –                            | –               | Margarita Voiska 2290             | ½               | 13        | 23       | 8.    |
| 10                                  | Franciaország                       | Sophie Milliet 2362          | ½                      | Silvia Collas 2301      | ½                   | –                            | –               | Nino Maisuradze 2256         | ½               | Andreea-Cristiana Navrotescu 2235 | 1               | 15        | 25½      | 6.    |
| 11                                  | Lengyelország                       | Monika Soćko 2437            | ½                      | Jolanta Zawadzka 2429   | 0                   | –                            | –               | Klaudia Kulon 2346           | 0               | Mariola Wozniak 2246              | 0               | 15        | 26       | 16.   |
| Szerzett pontszám /(Játszmák száma) | Szerzett pontszám /(Játszmák száma) | 6(11)                        | 6(11)                  | 5(10)                   | 5(10)               | 5(8)                         | 5(8)            | 5(8)                         | 5(8)            | 5(8)                              | 5(8)            | 15        | 26       | 16.   |
| Teljesítményérték                   | Teljesítményérték                   | 2484                         | 2484                   | 2311                    | 2311                | 2315                         | 2315            | 2249                         | 2249            | 2277                              | 2277            |           |          |       |
| Élő-pontszám változás               | Élő-pontszám változás               | +3,2                         | +3,2                   | −6,7                    | −6,7                | −1,2                         | −1,2            | −20,6                        | −20,6           | −6,4                              | −6,4            |           |          |       |

## A Nona Gaprindasvili-trófea
A Nona Gaprindasvili-trófeát a FIDE 1997-ben alapította az 1971–1987 közötti női világbajnok tiszteletére. Annak az országnak a válogatottja kapja, amelynek a nyílt és a női versenyben szerzett csapatpontszámainak összege a legnagyobb. Holtverseny esetén az eredeti sorrendeket eldöntő számításokat adják össze.
| Hely. | Nemzet                    | Pontok nyílt | Pontok női | Összesen | S-B   |
| ----- | ------------------------- | ------------ | ---------- | -------- | ----- |
| Arany | Ukrajna                   | 20           | 17         | 37       | 809,0 |
| Ezüst | Amerikai Egyesült Államok | 20           | 16         | 36       | 746,0 |
| Bronz | Kína                      | 15           | 20         | 35       | 764,0 |
| 4.    | Oroszország               | 18           | 16         | 34       | 799,5 |
| 5.    | Lengyelország             | 16           | 17         | 33       | 758,5 |
| 6.    | India                     | 16           | 16         | 32       | 693,0 |
| 7.    | Azerbajdzsán-1            | 15           | 16         | 31       | 661,0 |
| 8.    | Franciaország             | 16           | 15         | 31       | 646,5 |
| 9.    | Irán                      | 15           | 15         | 30       | 655,5 |
| 10.   | Magyarország              | 15           | 15         | 30       | 633,0 |

## A FIDE kongresszusa
A sakkolimpia ideje alatt ülésezett a FIDE 87. kongresszusa. A kongresszusi ülést megelőzően a nemzetközi szervezet összes bizottsága és alszervezete is ülést tartott. A kongresszus az Európai Sakk Unió (ECU) támogatása mellett jóváhagyta az Etikai Bizottság javaslatát, és felmentette az ECU korábbi vezetőit, valamint kizárta tagjai sorából Bulgária sakkszövetségét. Az ügy előzménye, hogy szabálytalanságokat tártak fel az ECU szervezésében 2013-ban Budvában rendezett ifjúsági sakkvilágbajnokság elszámolásában, valamint a Bolgár Sakkszövetség nem bocsátotta a vizsgálóbizottság rendelkezésére a 2011–2014 közötti működésével kapcsolatos pénzügyi dokumentumokat. A FIDE Etikai Bizottsága ezért az ECU korábbi vezetőit, a bolgár Silvio Danailov elnököt, valamint Sava Stoisavljević főtitkárt és Vladimir Šakotić ügyvezető igazgatót felmentette tisztségéből, egyidejűleg Danailovot 18 hónapra, Šakotićot három évre, Stoisavljevićet hat hónapra eltiltotta minden FIDE-szervezetben és -rendezvényen való részvételtől. Tekintettel arra, hogy Silvio Danailov a Bolgár Sakkszövetség elnöke, és mint ilyen jogosult lenne a nemzeti szövetség nevében részt venni az érintett FIDE-rendezvényeken, a szankció a nemzeti szövetség kizárásával volt érvényesíthető. Danailov a büntetést a személye elleni politikai támadásnak nevezte, és a döntés ellen a Bolgár Sakkszövetség fellebbezést nyújt be a Lausanne-ban székelő Sport Választottbírósághoz.

## Érdekességek, rekordok

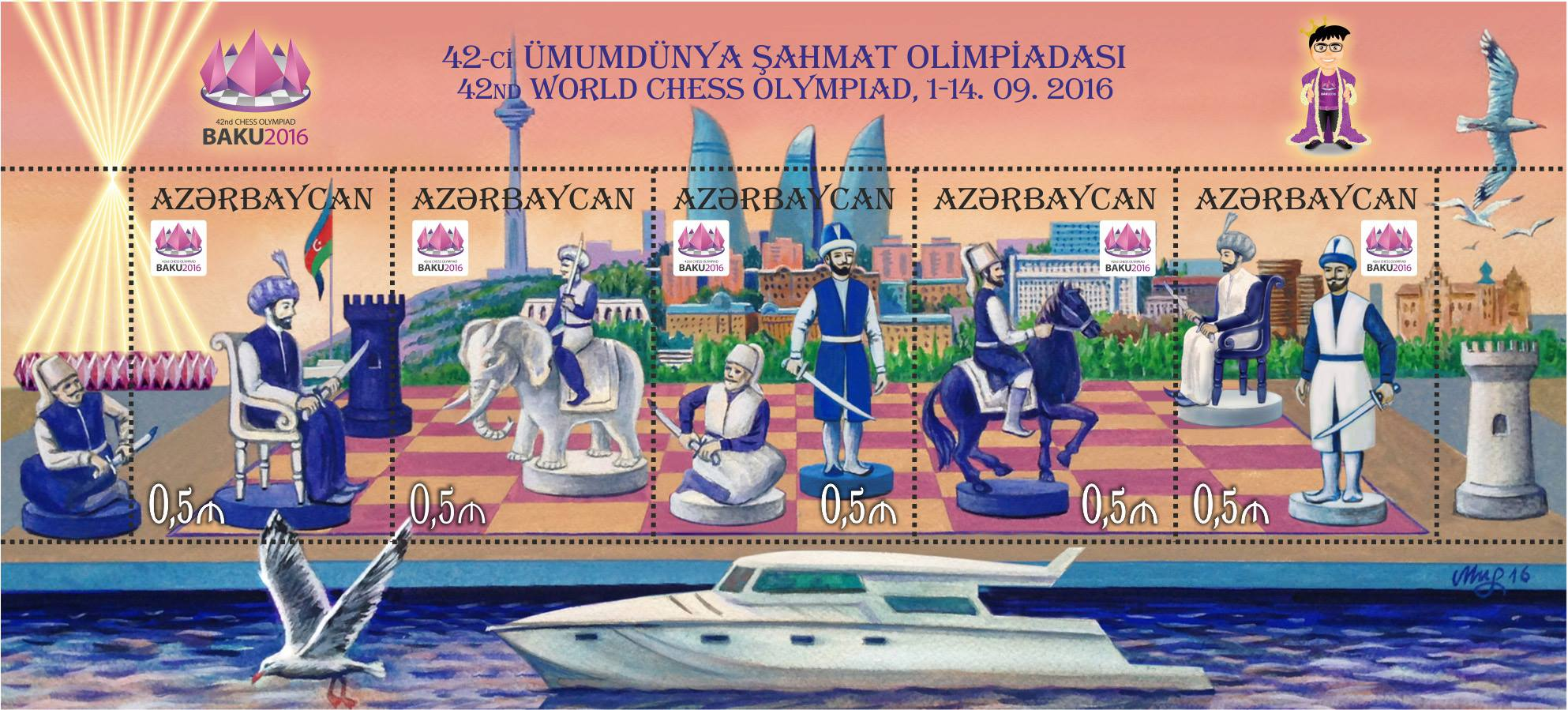
A sakkolimpia tiszteletére kiadott kisíves bélyegsor Azerbajdzsánban

- Eugenio Torre, a Fülöp-szigetek versenyzője 1970 óta a huszonharmadik sakkolimpiáján vett részt, amely rekordnak számít a sakkolimpiák történetében.[56] A második helyen e tekintetben Portisch Lajos áll, aki 1956 és 2000 között húsz olimpián játszott a magyar válogatottban.[57]
- Eugenio Torre ezen az olimpián megdöntötte Portisch Lajos rekordját a sakkolimpiákon játszott játszmák számát tekintve. Portisch 260 játszmájával szemben Torre a 2016-os olimpiáig ugyanis 259 játszmát váltott.[58] A rekordot a bakui sakkolimpiát követően Torre tartja 270 játszmával.
- A sakkolimpia tiszteletére 5 bélyegből álló kisíves bélyegsorozatot adtak ki.[59]
- Ezen a sakkolimpián a nyílt versenyen egyetlen, minősítéssel is rendelkező női sakkozó kapott helyet a férfiak között, a Mianmar csapatában szereplő Zaw Hein Maung Kyaw női nemzetközi nagymester.
- A 2016-os sakkolimpia legfiatalabb résztvevője a 9 éves Fiorina Berezovsky volt, aki Monaco csapatában szerepelt. Az olimpián egy néhány hónappal idősebb másik 9 éves lány is játszott, Navini Choudari Alapati, aki Tanzánia csapatában kapott helyet.[60]
- A regnáló női sakkvilágbajnokot, Hou Ji-fant legyőző lett Dana Reizniece-Ozola, aki 2001 óta női nemzetközi nagymester, „civilben” Lettország pénzügyminisztere.[61]